# Charles Ulm
Vous lisez un « bon article » labellisé en 2022.
Charles Ulm AFC est un aviateur et homme d'affaires australien né le 18 octobre 1898 à Melbourne et disparu en mer en décembre 1934 au cours d'un vol entre la Californie et Hawaï.
Après une enfance paisible, et bien que trop jeune, il s'engage dans l'armée australienne et part combattre en Europe lorsque la Première Guerre mondiale éclate. Blessé à deux reprises, il découvre l'aviation durant sa convalescence et revient en Australie avec un seul but en tête, fonder une compagnie aérienne. Les débuts sont difficiles et peu fructueux. Il faut attendre sa rencontre avec Charles Kingsford Smith pour que la situation évolue positivement. Dès 1927, il développe avec lui l'Interstate Flying Services, une compagnie aérienne australienne. Charles Ulm s'occupe de la partie financière.
Bien vite, les deux compatriotes découvrent qu'ils souhaitent tous deux effectuer la première traversée de l'océan Pacifique en avion. Charles Ulm y voit une occasion magnifique de développer le secteur aérien. Afin de financer un tel périple, ils battent durant l'été 1927 le record du tour d'Australie le plus rapide en avion, effectuant celui-ci en 10 jours, soit la moitié de la durée du précédent record.
Devant le succès de Charles Lindbergh et sa traversée en solitaire et sans escale de l'océan Atlantique, il décide avec Charles Kingsford Smith de se lancer dans la traversée du Pacifique. Ils achètent un Fokker F.VIIb/3m à l'explorateur Huber Wilkins et le renomment Southern Cross. Des difficultés financières viennent néanmoins entacher l'initiative. Finalement, le philanthrope George Allan Hancock rachète l'avion, rembourse les dettes et finance le périple.
Le 31 mai 1928, le Southern Cross s'envole d'Oakland avec à son bord Charles Ulm, Charles Kingsford Smith, James Warner et Harry Lyon. Après une étape à Hawaï et aux Fidji, l'avion se pose à Brisbane finalement le 9 juin 1928. Ils deviennent les premiers hommes à avoir traversé l'océan Pacifique en avion. L'accueil est triomphal, notamment car Charles Ulm a partagé en direct diverses informations durant toute la traversée grâce à la radio embarquée. Les aventures de l'équipage ont ainsi fait le tour du monde.
Il entame ensuite avec Charles Kingsford Smith la traversée de la mer de Tasman, devenant ainsi le premier équipage international à se poser en Nouvelle-Zélande.
En 1929, Charles Ulm et Charles Kingsford Smith fondent la compagnie aérienne Australian National Airways et tentent de battre le record de vitesse pour la traversée Australie-Angleterre. Peu après leur décollage, ils doivent se poser en catastrophe et ne sont retrouvés que 18 jours plus tard. Cet évènement, connu sous le nom d'affaire Coffee Royal, leur portera préjudice.
À partir de 1930, la compagnie prospère et des lignes aériennes sont ouvertes. Charles Ulm s'occupe de la partie administrative. L'Australie est néanmoins touchée par la Grande Dépression et après la perte d'un avion, l'Australian National Airways s'arrête en 1931 et est dissoute en 1933.
Charles Ulm rachète un des avions et le renomme Faith in Australia. Il a l'idée de faire un tour du monde. Partant d'Australie vers l'Angleterre, il rallierait ensuite les États-Unis en traversant l'océan Atlantique puis, après les avoir survolés, effectuerait à nouveau une traversée de l'océan Pacifique. Malheureusement, s'il rejoint bien l'Angleterre, divers problèmes immobilisent l'avion.
En 1934, avec l'aide d'Ernest Fisk, il fonde la Great Pacific Airways, un holding prévu pour créer différentes succursales et lignes aériennes. L'idée est de promouvoir des vols transpacifiques et relier, à long terme, les États-Unis et l'Australie. Pour mettre en avant son idée, il entreprend avec George Littlejohn et Leon Skilling un vol Vancouver - Melbourne à bord du Stella Australis, un Airspeed Envoy, récemment acheté. Le 3 décembre 1934, ils décollent d'Oakland vers Honolulu, survolant le Pacifique. Perdu, l'équipage émet après plusieurs heures de vol un appel de détresse, indiquant qu'ils sont à court de carburant. L'équipage et l'avion ne seront jamais retrouvés malgré les grands moyens mis en œuvre et seront considérés comme perdus en mer. Charles Ulm recevra divers hommages et son décès fera l'objet d'une large couverture médiatique en Australie.

## Enfance
Charles Thomas Philippe Ulm naît le 18 octobre 1898 à Melbourne,. Il est le troisième enfant d'une fratrie de cinq,. Son père, Emile Gustave, est d'origine française et, après avoir été artiste à Paris, émigre dans les années 1880 en Australie,. Il y rencontre Ada Emma Greenland, Australienne née de parents anglais, et ils se marient en 1888,.
Charles étudie d'abord à Melbourne puis continue sa scolarité à Mosman, une petite ville située dans la banlieue de Sydney et où la famille a déménagé. En 1913, il arrête l'école à l'âge de 14 ans et commence à travailler comme commis dans une société d'agents de change,,. Ce premier travail lui permet de mieux comprendre le milieu des affaires, un élément essentiel dans sa future carrière,.

## Première Guerre mondiale

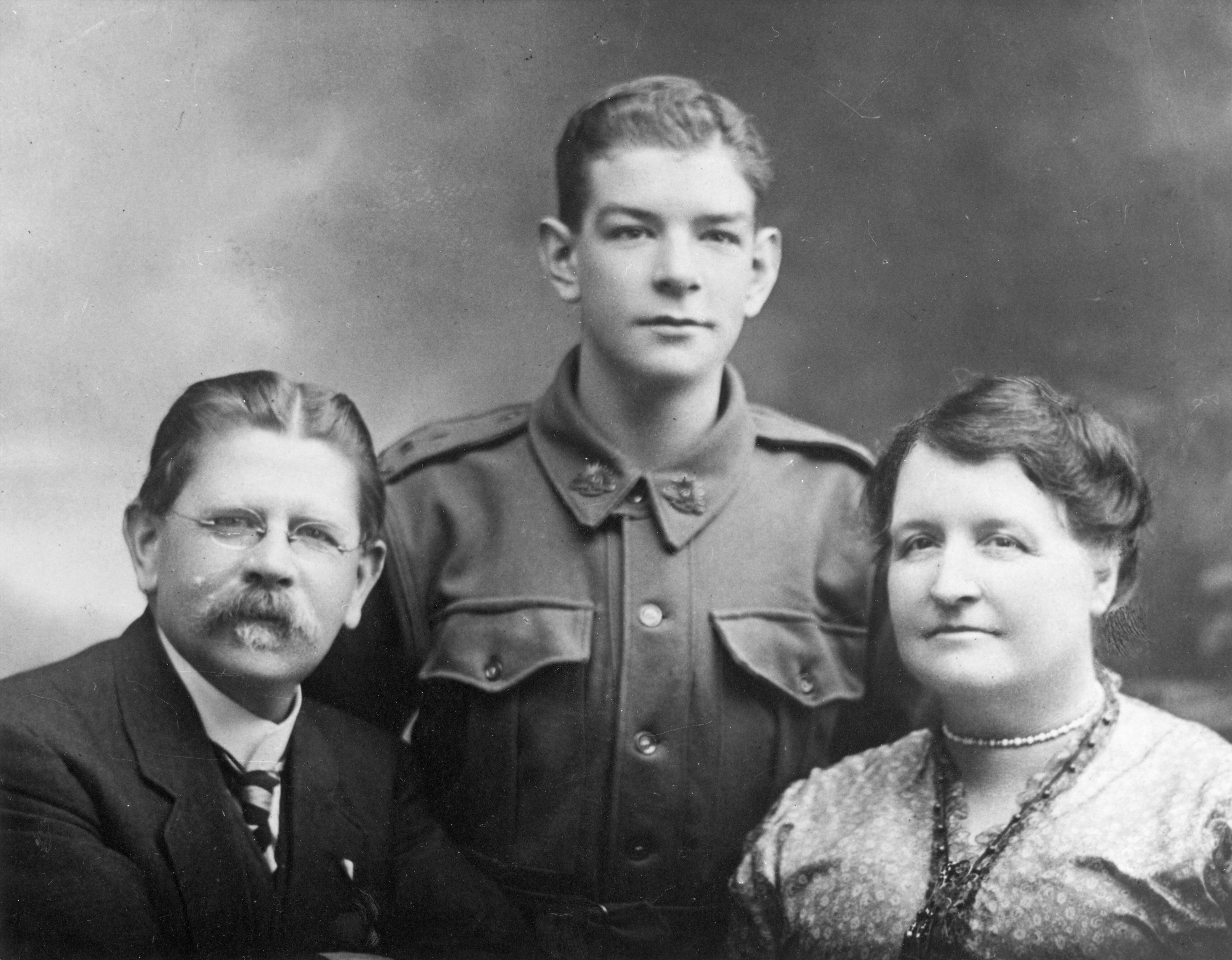
Charles Ulm avec ses parents en 1914.

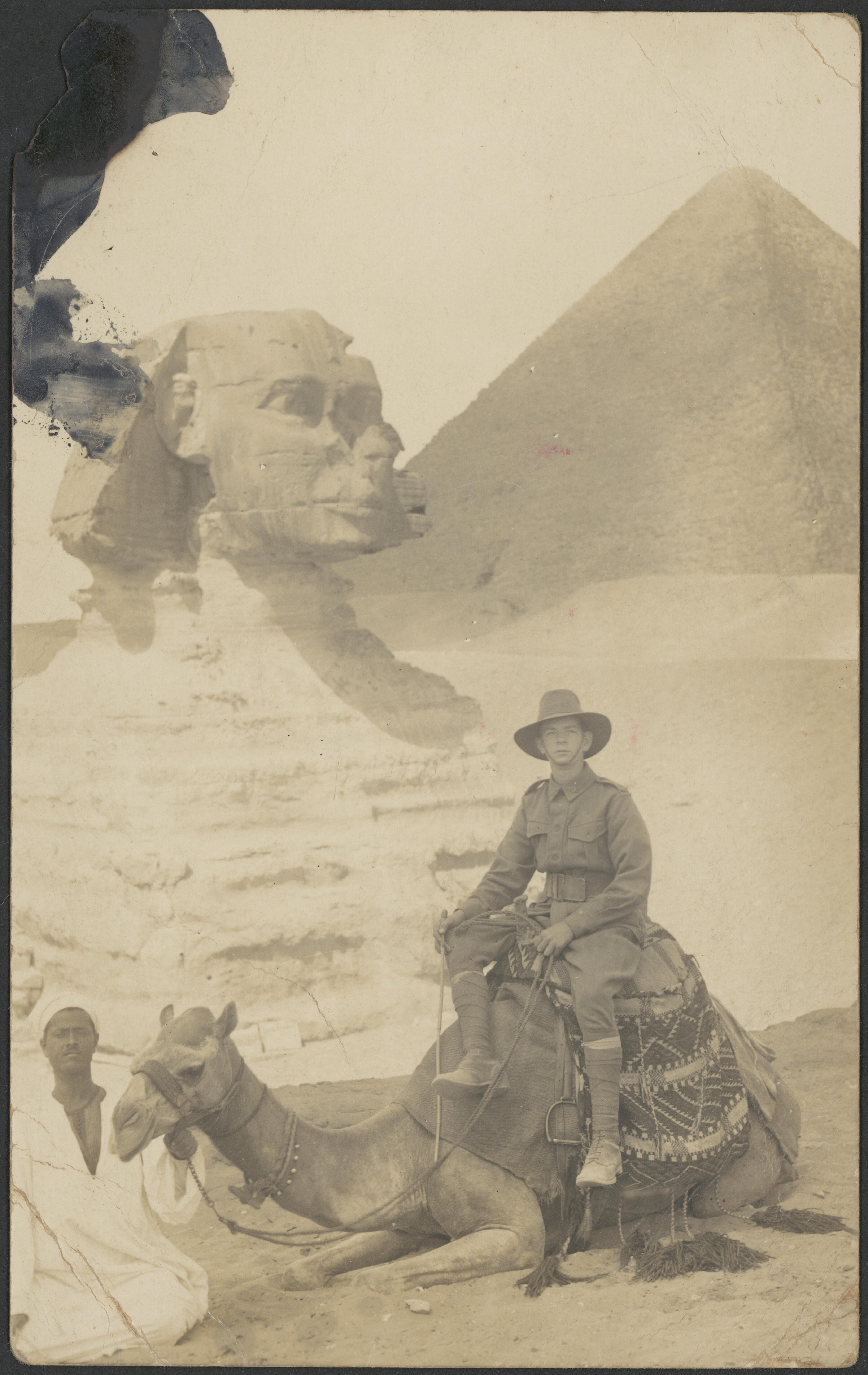
Charles Ulm en Égypte en 1915 devant le Sphinx de Gizeh.

Lorsque la Première Guerre mondiale éclate, Charles Ulm n'est alors âgé que de 15 ans,. Comme de nombreux jeunes Australiens, il s'engage dans l'armée australienne sous un faux nom, Charles Jackson,,. Sa grande taille, 1,83 m, lui permet de se faire passer pour un homme de presque 20 ans,,.
Le 2 décembre 1914, il débarque en Égypte avec le 1er bataillon d'infanterie de la première force impériale australienne et effectue son entraînement. Il fait partie des premiers soldats, dès avril 1915, à participer à la campagne de Gallipoli,,. Il y est légèrement blessé au pied par un éclat de shrapnel et est envoyé en convalescence à Alexandrie. Attiré par les bordels de la ville, il y attrape une maladie vénérienne et est rapatrié en Australie à bord du HMT Ballarat,. Après un mois de convalescence à Melbourne, il retourne dans sa famille à Sydney et est officiellement déchargé de l'armée le 13 avril 1916. Cependant, il souhaite retourner se battre. Ses parents, qui avaient contacté l'armée durant son premier engagement pour clarifier la situation de son faux nom et son âge (sans mentionner son âge réel), ne s'y opposent pas. Il faut dire que son grand-père faisait partie de la garde royale française et que son oncle a combattu durant la guerre franco-prussienne de 1870,. En voyant sa blessure, son père aurait déclaré : « Que fais-tu ici ? Tu as encore tous tes membres. »
Charles se réengage dans l'armée fin janvier 1917. Il rejoint le 4e bataillon d'infanterie et est rapidement déployé en France. Il est alors sévèrement blessé lors de la bataille de la Somme, dans la localité de Corbie. Un obus l'enterre vivant mais il est sauvé par des camarades. Il est blessé à la cuisse gauche, à l'estomac, au genou droit et au pied droit. Sa blessure au genou nécessite une intervention chirurgicale qui se déroule parfaitement. Il gardera toutefois une gêne toute sa vie.
En convalescence en Angleterre, il rencontre le capitaine Gordon Campbell « Billy » Wilson, un compatriote instructeur de vol. Il vole pour la première fois et découvre sa future passion. Il n'est pas spécialement intéressé par le pilotage mais plutôt par ce qu'un avion peut accomplir,.
De retour en Australie, il est officiellement déchargé de l'armée le 20 mars 1919. Il reçoit la British War Medal, la Victory Medal et la 1914-15 Star.

## Essais de lancement de lignes aériennes en Australie

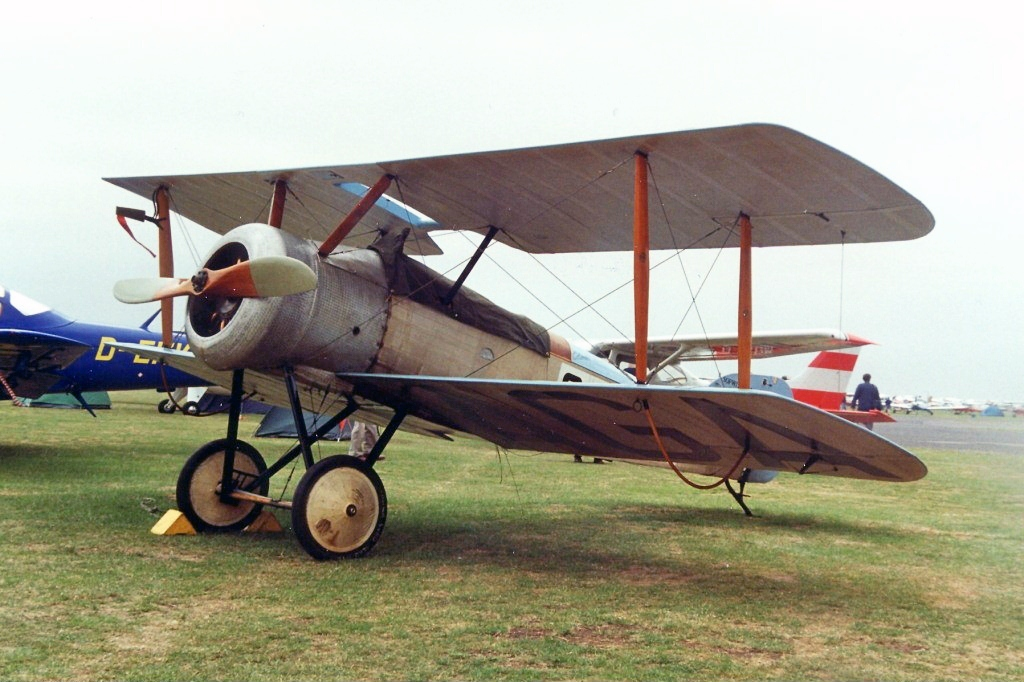
Sopwith Dove, version deux places du Sopwith Pup.

Convaincu que l'aviation est le moyen de transport du futur, Charles Ulm tente à plusieurs reprises de lancer une ligne aérienne en Australie. Il fonde ainsi, juste avant ses 21 ans, le Overseas Institute of Aircraft Engineering, un institut soi-disant éducatif mais qui a surtout pour but d'attirer des vétérans et fonder une industrie et des lignes aériennes dans le pays. Néanmoins, après divers déboires et seulement trois mois d'existence, l'institut est fermé. Cela n'empêche pas Charles de retenter l'expérience avec la Aviation Service Company, une compagnie aérienne basée à Bathurst. L'idée est de proposer des liaisons avec Sydney et Melbourne. Il se propose d'acheter des biplans Sopwith Dove, dérivés des versions militaires Sopwith Pup. Il arrive à sécuriser des investissements mais l'aviation à cette époque est encore trop précaire, trop dépendante de la météo et les charges utiles transportables sont bien faibles, tout au plus quelques kilogrammes. Sans fonds suffisant, l'aventure se termine en avril 1921.
Charles ne se décourage pas et cherche désespérément des fonds. Il se lance même dans des navigations risquées pour faire de la publicité et attirer des investisseurs. Pour Charles, l'Australie est un pays idéal pour l'aviation : « Il n'existe aucun pays au monde qui se prête aussi bien au développement aérien, ses conditions géographiques et météorologiques étant extraordinairement favorables. Il est constitué d'immenses étendues plates, dont le résultat immédiat est un ciel sans nuage, l'absence de brouillard et l'uniformité générale de l'atmosphère. ».

Vue aérienne du lors de son passage à Sydney. Photo prise à bord d'un Sopwith Dove pour le journal The Sun.

En 1923, il arrive à convaincre le journal The Sun de Sydney de financer un vol pour photographier la flotte britannique en visite en Australie et plus particulièrement le HMS Hood, fleuron de la marine anglaise à l'époque,. Cet exercice, loin d'être évident, lui permet de se créer de nombreux contacts.
Comme il l'avait remarqué avec ses Sopwith, s'il veut créer une ligne aérienne fiable et régulière, il lui faut des avions plus grands, plus rapides et plus fiables. Il contacte ainsi Keith Vincent Anderson et Charles Kingsford Smith, deux aviateurs australiens qui viennent de fonder la Interstate Flying Services, une compagnie aérienne équipée d'un Bristol Tourer (type 28), avion civil dérivé du Bristol F.2.,,. L'idée initiale des deux aviateurs est de traverser l'océan Pacifique, la compagnie n'étant là que pour amasser les fonds nécessaires, ce que Charles Ulm ignore. Ce dernier propose à la compagnie nouvellement créée de tenter de gagner un contrat du gouvernement australien qui cherche une compagnie pour ouvrir une ligne entre Adelaïde et Perth, deux villes séparées par environ 2 500 km. Il rejoint la compagnie en avril 1927, pour se rendre compte que la situation financière de celle-ci est loin d'être réjouissante,. Grâce à ses nombreux contacts, il arrive à la redresser. Très vite, il se lie d'amitié avec Charles Kingsford Smith. Charles Ulm ne pilote pas et s'occupe de la partie entreprise.
La compagnie étant sur la bonne voie, Charles tente de répondre à l'appel du gouvernement,. Malgré des prêts importants et le soutien de Charles Rosenthal, la West Australian Airways de Norman Brearley obtient le contrat. Charles, déçu, hésite à quitter la compagnie mais son amitié avec Kingsford Smith le fait rester.

## Traversée du Pacifique en 1928
Le 21 mai 1927, Charles Lindbergh se pose en France après avoir traversé l'Atlantique, devenant le premier aviateur à effectuer un tel périple en solitaire et de continent à continent,. Charles Kingsford Smith apprend bien entendu la nouvelle en Australie et a la crainte que Lindbergh, après son exploit, ne tente la traversée du Pacifique, surtout qu'il est désormais connu mondialement et à l'aise financièrement. Il se décide donc à en parler à Charles Ulm,. Ce dernier lui avoue qu'il y pense aussi sérieusement,. Le principal ennui est qu'ils n'ont pas l'avion nécessaire pour un tel périple.

### Tour d'Australie
Afin de financer l'aventure, ils décident de battre le record du tour d'Australie et ainsi faire la une des journaux et éventuellement intéresser quelques investisseurs,. 

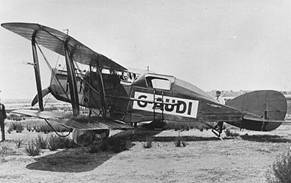
Bristol Tourer (type 28) : avion avec lequel Charles Ulm et Charles Kingsford Smith entreprennent le tour d'Australie.

Le record précédent, qui date de 1924, est de 23 jours pour 12 000 km. À bord de leur Bristol Tourer, ils entreprennent ce long voyage. Keith Anderson, deuxième pilote de la compagnie et expérimenté, devait être le second de Kingsford Smith,. Toutefois, Charles Ulm souhaite ardemment faire le voyage, surtout qu'il a sécurisé les ravitaillements et la couverture médiatique,. À chaque escale, il doit transmettre une dépêche à différents journaux (The Sun de Sydney, l'Herald de Melbourne et le Daily Mail de Brisbane). L'avion, trop chargé, ne peut se permettre d'embarquer un passager. Anderson est donc écarté du vol. Il n'accepte pas la situation, prétextant que Charles Ulm est inexpérimenté et n'est pas un pilote de formation, ce qui est exact,. Finalement, surtout pour éviter qu'Anderson ne quitte la compagnie, détruisant ainsi toute chance d'une traversée du Pacifique, Charles Ulm trouve un deuxième Bristol Tourer. Le record s'effectuera à deux avions : le premier avec Charles Ulm et Charles Kingsford Smith et le second avec Keith Anderson et Bob Hitchcock. Le second avion finira par transporter un passager, Charles Vivian, directeur de la publicité du sponsor George Bond and Company. Avec un passager, le second appareil devra se poser plus fréquemment, empêchant toute possibilité de record.
Après un faux départ le 19 juin 1927 et une permutation des appareils, Charles Ulm et Charles Kingsford Smith se lancent finalement dans l'aventure le jour suivant depuis Sydney. Les diverses traversées se déroulent non sans accroche. Une carte est perdue en plein vol lors des premiers jours, le moteur tombe en panne et la météo n'est guère propice,. Les conditions sont rudes avec des nuits de seulement quatre heures et un repas par jour,.  

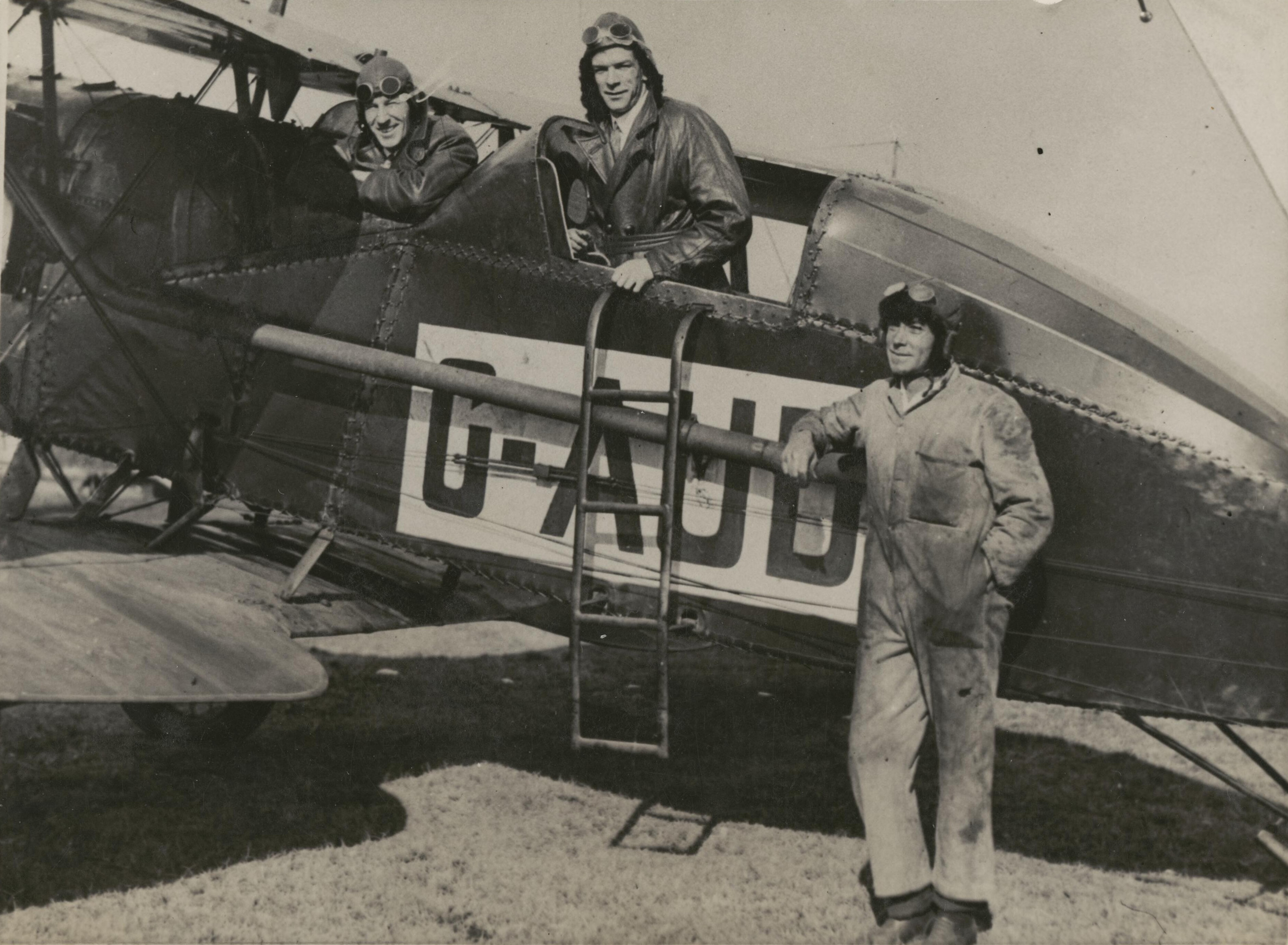
Charles Kingsford Smith, Charles Ulm et Bob Hitchcock lors du tour d'Australie.

Le tour s'effectue dans le sens antihoraire. De Sydney, situé à l'est de l'Australie, ils montent au nord vers Brisbane puis Darwin, au nord-ouest, pour ensuite redescendre vers Carnarvon à l'ouest. De là, ils descendent vers Perth pour longer la côte sud vers Adélaïde, Melbourne et puis revenir à Sydney où ils arrivent le 29 juin 1927, effectuant donc la traversée en 10 jours, soit moitié moins que le précédent record,,,. Ils sont accueillis en héros, Charles Kingsford Smith, plus photogénique et pilote durant les vols, est mis en avant, Charles Ulm restant dans l'ombre de l'aviateur.
Keith Anderson, Bob Hitchcock et Charles Vivian ne mettront que quelques jours de plus à effectuer le tour d'Australie et arriveront le 8 juillet 1927.

### Trophée Dole
Auréolés de leur succès, les deux hommes cherchent un financement pour acquérir un avion capable de traverser le Pacifique. Charles Ulm arrive à se faire sponsoriser par la compagnie pétrolière Vacuum Oil Company, déjà sponsor sur le tour d'Australie, et par le gouvernement de Nouvelle-Galles du Sud,.
De l'autre coté de l'océan, aux États-Unis, les premiers vols à direction d'Hawaï commencent à être tentés. Le trophée Dole voit ainsi le jour, promettant 25 000 $ au premier équipage civil à effectuer Oakland - Honolulu, ce qui est loin de rassurer les deux Australiens. Ils se décident dès lors à tenter l'aventure,. Keith Anderson se lance dans l'aventure avec eux, après d'âpres discussions, tandis que Bob Hitchcock est laissé sur le carreau, même si on lui promet une belle somme d'argent en contrepartie.
Charles Ulm, Charles Kingsford Smith et Keith Anderson embarquent le 14 juillet 1927 vers les États-Unis à bord du RMS Tahiti. L'idée initiale est d'utiliser un avion de la Ryan Aeronautical Company, un modèle si possible proche du Spirit of St. Louis de Charles Lindberg. Il possède une autonomie de 6 500 km, ce qui est suffisant pour relier Oakland à Honolulu. Toutefois, contrairement à Lindberg, ils seront trois à bord, réduisant la portée d'un tel avion. De plus, la connaissance de sa position lors du périple est primordiale, Hawaï étant un archipel de taille réduite comparée à la France, une petite erreur de direction pouvant les emmener bien au-delà des îles.
Ils arrivent à San Francisco le 5 août pour découvrir que leur sponsor est loin de leur fournir l'avion idéal capable d'entreprendre une telle traversée,. Ils ne participent pas au trophée Dole, qui, finalement, s'avère être un échec total,. Sur les quinze équipes au départ, seulement huit prennent le départ, trois équipages s'étant tués avant le départ,. Quatre équipages disparaissent durant la course, deux s'écrasent au décollage et seuls le Woolaroc et l'Aloha arrivent finalement à Honolulu,.

### Achat duSouthern Cross
Le trophée Dole fait prendre conscience aux trois hommes qu'un navigateur hors-pair est essentiel pour une traversée du Pacifique,. De plus, il est désormais admis que l'avion doit posséder plusieurs moteurs, ce qui diminue fortement les risques d'amerrissage forcé dû à une panne.
Le choix évident est un Fokker F.VIIb/3m,. C'est avec un avion de ce type qu'Albert F. Hegenberger et Lester J. Maitland ont effectué le premier vol de l'histoire vers Honolulu en 1927 et que l'explorateur américain Richard Byrd a tenté le survol du pôle Nord en 1926,. Ils contactent l'explorateur australien Hubert Wilkins qui en possède deux et lui achètent le Detroiter,,. L'avion est vendu sans moteurs ni instruments,. Leurs finances sont assez limitées mais ils arrivent à sécuriser assez de fonds, notamment avec l'aide généreuse de l'homme d'affaires australien et philanthrope Sidney Myer,. Ils doivent ensuite jouer de leurs relations à travers l'ambassadeur du Royaume-Uni à Washington pour récupérer trois moteurs Wright Whirlwind initialement prévus pour l'armée américaine, ceux-ci étant particulièrement demandés à l'époque.
Après la réception du Detroiter et le montage des moteurs, Keith Anderson propose de le renommer Southern Cross (croix du sud en français),.

### Modifications de l'avion et difficultés financières

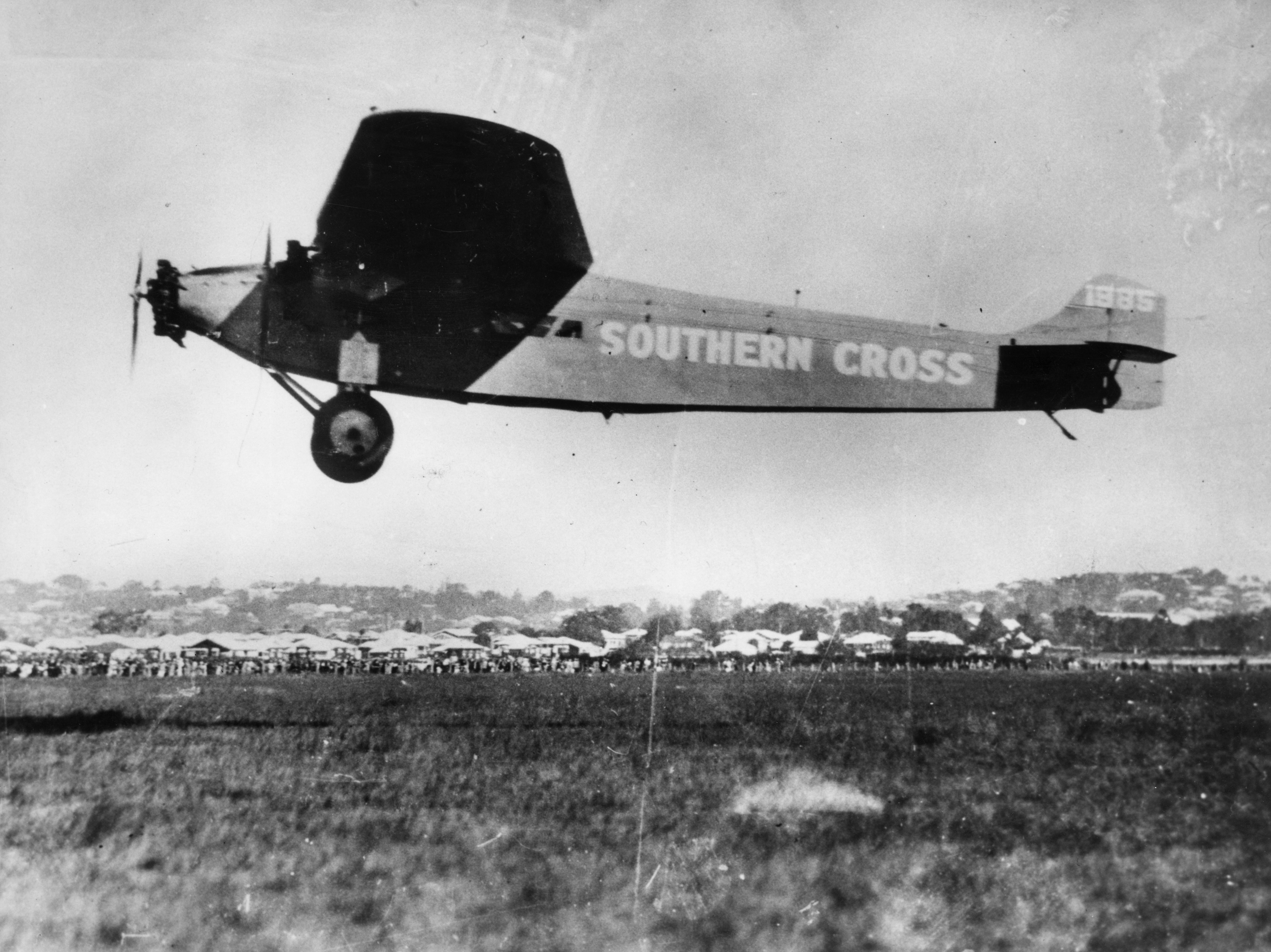
Southern Cross à Brisbane en 1928.

Pour tenter un tel voyage, le Southern Cross doit être modifié en profondeur, notamment en y ajoutant les instruments nécessaires à la navigation, une radio, des réservoirs supplémentaires ainsi qu'un train d'atterrissage renforcé. Charles Ulm, qui est seul responsable des finances, se rend vite compte que l'argent s'amenuise,,. Pour aggraver la situation, le gouvernement fraîchement élu de Nouvelle-Galles du Sud voit d'un mauvais œil l'entreprise et décide de retirer son aide financière, soit 4 500 £, ce qui est équivalent à environ 300 000 € actuels,. La Vacuum Oil Company, sans soutien du gouvernement, ne peut plus non plus garantir son sponsoring.
Charles décide alors d'hypothéquer le Southern Cross au San Francisco Chronicle et de vendre le Bristol Tourer pour éponger certaines dettes,. Il arrive ensuite à convaincre la compagnie pétrolière Associated Oil Company de couvrir leur dette si le Southern Cross arrive à battre le record d'endurance en vol, soit voler plus de 52 heures et 22 minutes,. Le San Francisco Chronicle s'oppose à ce vol. Finalement, l'hypothèque est levée par Locke Harper, directeur de la côte ouest de la Vacuum Oil Company et qui les avait déjà aidés en payant l'installation des moteurs sur l'avion.
Le Southern Cross est ainsi modifié dans les usines Douglas à Santa Monica et officiellement présenté à la presse,. Il est peint en bleu et le lettrage sur la carlingue est blanc. Charles Kingsford Smith et George Pond (aviateur qu'Hubert Wilkins lui avait imposé pour apprendre à voler sur un trimoteur, ce à quoi n'était pas habitué Kingsford Smith) tentent cinq fois de battre le record mais n'y arrivent pas,.
Totalement ruiné et endetté, Keith Anderson rejoint finalement l'Australie et abandonne le projet,. Charles Ulm est furieux et ne veut pas abandonner. Pourtant, le gouvernement de Nouvelle-Galles du Sud les pousse à vendre le Southern Cross et à rentrer en Australie en abandonnant l'idée de cette traversée,. La situation devient désespérée et les deux Charles n'ont plus de domicile fixe aux États-Unis. Ils ont cependant la chance de rencontrer George Allan Hancock, riche magnat américain du pétrole, aviateur et marin,,,. Ce dernier rachète le Southern Cross, éponge leurs dettes et rembourse Locke Harper,. Les deux Australiens recontactent Keith Anderson mais diverses mésententes, surtout entre Charles Ulm et Keith, qui durent depuis des années, ainsi que des moyens de communication archaïque (le téléphone n'existe pas en 1928 entre les États-Unis et l'Australie) font que ce dernier ne participe pas à l'aventure,.

### Recherche d'un copilote, d'un navigateur et d'un opérateur radio
Sans Keith Anderson comme copilote, un deuxième pilote expérimenté doit être engagé, de même qu'un navigateur, comme l'avait montré le trophée Dole. Les deux Charles aimeraient avoir un équipage purement australien. Ils pensent au précédent propriétaire du Southern Cross, Hubert Wilkins, mais celui-ci n'est pas intéressé. George Pond, qui a formé Charles Kingsford Smith au pilotage du Fokker, est la personne idéale mais est américain et Charles Ulm ne s'entend pas avec. Il est donc finalement décidé que Charles Ulm sera le copilote sur ce vol, même s'il est loin d'être un pilote expérimenté et qu'il ne possède pas sa licence,. Le Southern Cross n'est pas un appareil facile, ne proposant par exemple aucune compensation de profondeur, de gouvernail ou d'aileron, ni d'horizon artificiel. Il demande donc une constante attention, une force importante et une expérience pour être piloté.
Il est entendu que Charles Kingsford Smith se chargera du pilotage lors des conditions météorologiques moins favorables. George Allan Hancock leur impose également un navigateur et un opérateur radio. Ils ne trouvent pas de navigateur australien et choisissent finalement le capitaine américain Harry Lyon, alors âgé de 45 ans,. Il est engagé comme navigateur jusque Suva, capitale des Fidji, les deux aviateurs australiens étant en mesurer de rallier ensuite l'Australie sans lui. Seulement cinq jours avec le départ, Harry recommande James Warner comme opérateur radio,. Ils avaient combattu ensemble durant la Première Guerre mondiale. Tout comme Harry, James doit être débarqué à Suva.
Comme durant le tour d'Australie, Charles Ulm abreuve la presse d'informations et l'équipage fait régulièrement la une à San Francisco et à Sydney. En parallèle il s'entraîne avec Charles Kingsford Smith à rester éveillé durant 35 heures pour s'assurer que la fatigue ne le gênera pas durant le périple.
Juste avant le départ, Charles Ulm fait signer à James Warner et Harry Lyon un document stipulant qu'ils ne peuvent pas donner d'interviews à propos de la traversée ni écrire sur celle-ci sans son accord et celui de Charles Kingsford Smith,. Les deux hommes acceptent, même si les méthodes de Charles Ulm sont loin d'être élégantes,.

### Voyage

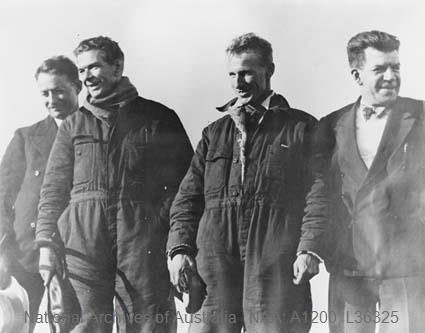
Équipage du Southern Cross. De gauche à droite : Harry Lyon - navigateur, Charles Ulm - copilote, Charles Kingsford Smith - pilote et James Warner - opérateur radio.

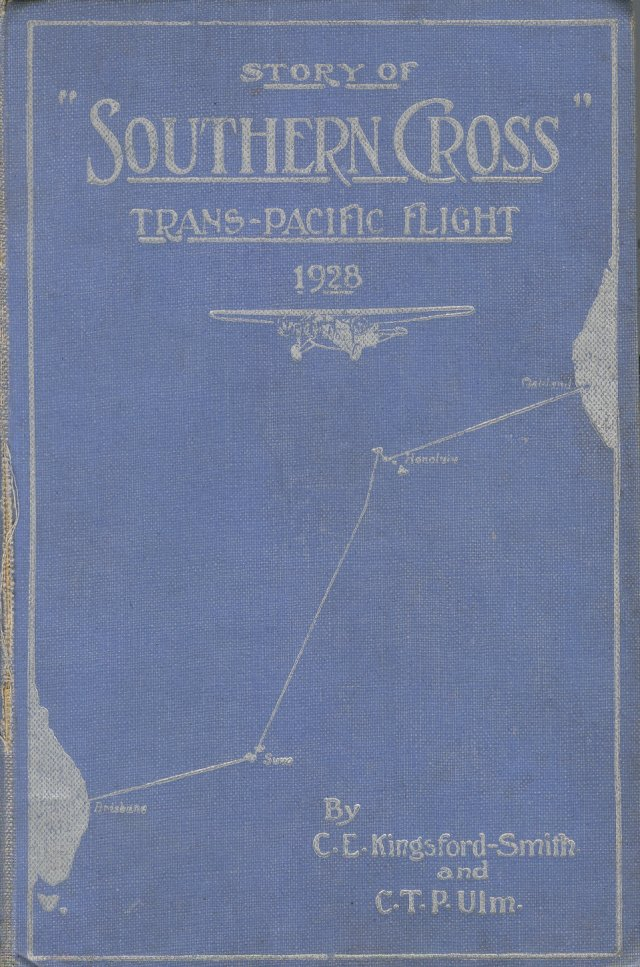
Couverture du livre sur la traversée, écrit par Charles Kingsford Smith et Charles Ulm. La trajectoire prise par l'équipage du Southern Cross ainsi que les deux escales (Hawaï et Fidji) sont visibles.

Le 31 mai 1928, les quatre hommes s'élancent depuis Oakland vers Hawaï devant une large foule. Après un départ un peu difficile, dû au poids important de l'avion, le Southern Cross file droit vers Hawaï. Durant ce début de traversée, Charles Ulm transmet, en morse, des dépêches en direct à deux journaux, l'Examiner (San Francisco) et le Sun (Sydney),. C'est la première fois au monde qu'un avion transmet des informations à un journal en direct et ce, en plein vol. Les données, bien vites captées par d'innombrables personnes, sont alors vendues à des journaux concurrents et à l'Associated Press, ce que ni Charles Ulm, ni les deux journaux sponsors, ne peuvent empêcher,.
La traversée se déroule très bien, même si l'altitude est faible pour économiser du carburant,. Après plus de 27 heures de vol et quelques frayeurs, le Mauna Kea se profile à l'horizon et ils se posent à Hawaï, étant accueillis triomphalement,. Épuisé et assourdi par les moteurs, l'équipage est escorté et passe la nuit à Waikiki,,.
Après un repos, l'équipe s'envole le 3 juin vers les îles Fidji, non sans avoir hésité, l'avion consommant plus que prévu,. La presse les attend au départ et Charles Kingsford Smith est particulièrement sous les projecteurs. Décontenancé, il n'hésite pas à envoyer au Sun une dépêche précisant que sans Charles Ulm, l'aventure n'aurait pas été possible. Pour ce vol, ce dernier prend la place de pilote jusqu'à ce que l'avion rencontre la zone de convergence intertropicale,. Obligé de la traverser, le Southern Cross est secoué mais en ressort sain et sauf,. L'équipage rencontre un orage en fin de journée mais atteint finalement la ville de Suva après 34 heures dans les airs,.
Ils sont accueillis en héros,. Il s'agit de la première fois qu'un avion se pose aux Fidji et un jour de congé est décrété par le gouverneur de l'île. Charles Ulm, sans doute le moins blagueur des quatre, répond plus posément à la presse, donnant l'impression d'être irrité et préférant garder cette image d'homme d'affaires. Charles Kingsford Smith continue d'indiquer, via un communiqué, que Charles Ulm a participé activement à cette réussite.
Devant le succès du voyage et la couverture médiatique, la question de laisser les deux américains aux Fidji, comme prévu, est débattue,. Ceux-ci devaient en effet revenir aux États-Unis avec l'Aorangi. La presse se mêle de la situation, le parlement australien ainsi que l'opinion publique,. Le père de Charles Kingsford Smith lui transmet même le message suivant : « Si vous n'amenez pas les Américains, ce n'est pas la peine de venir en Australie. ». Charles Ulm, par contre, ne souhaite clairement pas que les deux Américains fassent le voyage,. Il les voit comme des employés et non des partenaires. Son souhait est que l'exploit reste australien avant tout. Il leur propose bien d'aller en Australie, mais en bateau. Finalement, après une altercation physique avec Harry, et après que Charles Kingsford Smith se soit interposé, il est décidé que Harry et John effectueront le voyage complet,. Charles Ulm prépare toutefois un document indiquant qu'ils ne peuvent rien réclamer aux « propriétaires » du Southern Cross (alors que George Allan Hancock en est le réel propriétaire) et qu'ils n'accompagnent les deux australiens que par « acte sportif »,.
Le départ est effectué sur une plage (Naselai Beach) le 8 juin,,. Il s'agit de l'étape la plus courte du voyage, à savoir 2 700 km. Après un départ avec une météo parfaite, un orage se déclare comme lors de l'étape précédente,. Les conditions sont particulièrement difficiles et les deux Charles à l'avant sont trempés et frigorifiés,. Finalement, le Southern Cross émerge de l'orage. Encore une fois, le générateur éolien tombe en panne et l'avion est incapable de recevoir le moindre message. L'équipage ne connait pas sa position exacte,. Harry Lyon décide alors que la meilleure solution est de faire cap à l'est, d'atteindre l'Australie, et d'ensuite corriger la trajectoire en longeant la côte pour atteindre Brisbane comme prévu,. Ils aperçoivent l'Australie et survolent la ville de Ballina, qui est située à 180 km au sud de Brisbane,.  

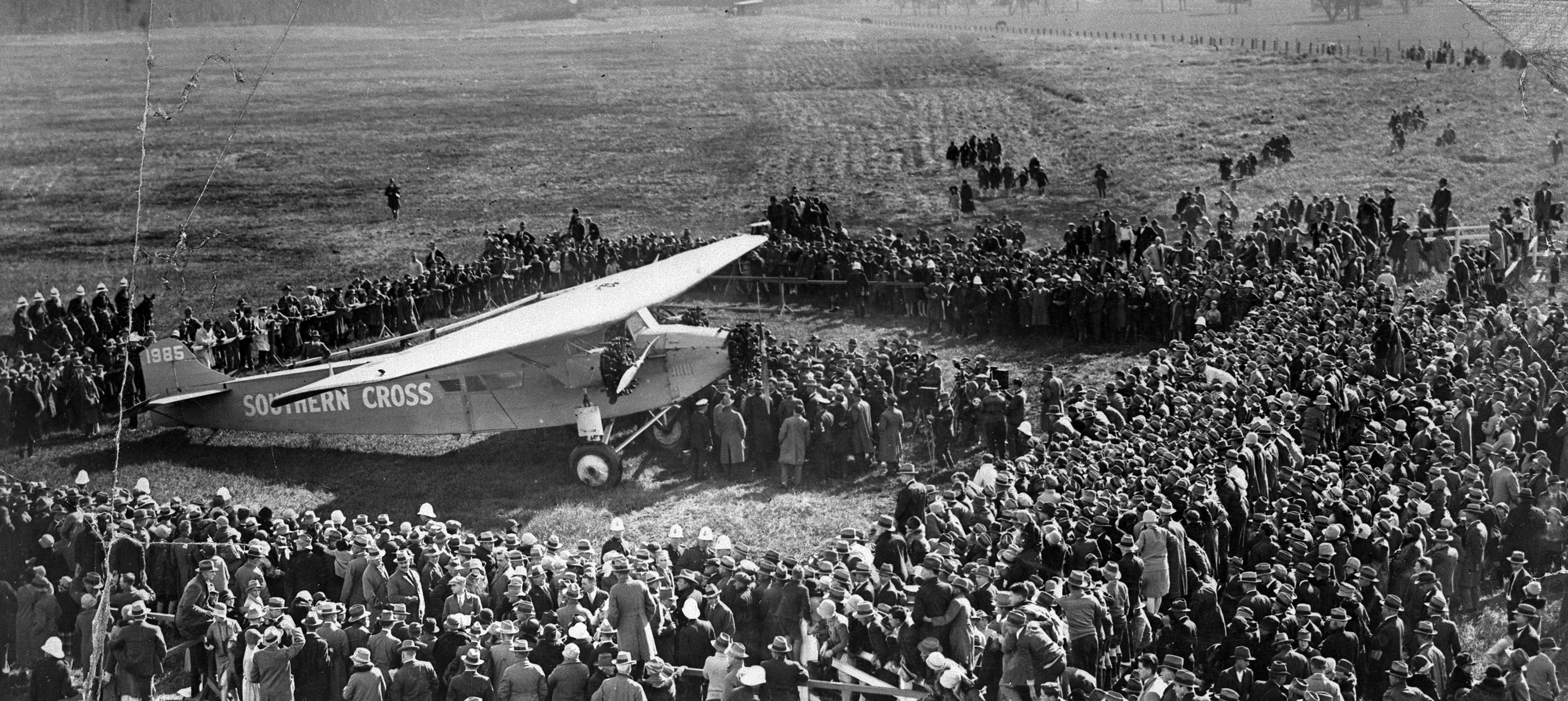
Arrivée du Southern Cross à Brisbane le 9 juin 1928.

Lors de leur arrivée, ils ne s'attendent pas à une telle foule. Plus de 15 000 personnes les acclament et fêtent leur arrivée,. Il faut dire que Charles Ulm a particulièrement bien orchestré la chose en envoyant régulièrement des dépêches à la presse durant le vol,. Le 9 juin 1928, après 83 heures et 50 minutes de vol et ayant parcouru 11 950 km, le pari de Charles Ulm et Charles Kingsford Smith est réussi,,. Ils viennent de traverser pour la première fois en avion l'océan Pacifique,.
Après l'atterrissage, l'équipage parade dans la ville de Brisbane et est félicité par les instances officielles. Le premier ministre australien, Stanley Bruce, félicite vivement les deux aviateurs australiens et leur remet à chacun un chèque de 5 000 livres sterling. Charles Kingsford Smith ne manque pas de remercier son partenaire et les deux Américains qui les ont accompagnés et aidés à accomplir cette aventure. De son côté, Charles Ulm est plus distant et est décrit comme « l'homme d'affaires de l'équipe, avec des manières brusques et directes ». Au sol, il se rend surtout compte qu'il ne peut plus diriger les médias comme dans les airs, l'équipage étant sous les projecteurs. Harry Lyon et James Warner ne sont pas censés accompagner les deux Australiens dans la dernière étape vers Sydney,. Face à une presse insistante, Charles Ulm comprend qu'il doit éviter toute mauvaise publicité. Les deux Américains seront donc du voyage,. De l'autre côté de l'océan, Allan Hancock annonce qu'il fait don du Southern Cross à Charles Kingsford Smith et Charles Ulm et qu'il éponge leurs potentielles dettes,.
Le Southern Cross arrive le 10 juin 1928 à Sydney,. Une foule de plus de 200 000 personnes les attend et les quatre hommes sont acclamés,. Les deux Charles, étant australiens, attirent le plus l'attention. Les deux Américains, Harry et James, retournent par bateau rapidement aux États-Unis et la possible polémique sur leur éviction par Charles Ulm n'a jamais lieu. Outre des félicitations provenant des deux côtés du Pacifique, les aviateurs australiens reçoivent de nombreux prix et autres récompenses, soit une somme d'environ 30 000 livres sterling de l'époque (environ 300 000 euros en 2018). Charles Kingsford Smith se voit remettre le titre de squadron leader par la Force aérienne royale australienne (RAFF), Charles Ulm le titre de flight lieutenant, ce qui ne manque pas d'irriter les militaires de carrière, surtout que Charles Ulm ne possède pas sa licence de pilote,,. Ils reçoivent également la Air Force Cross,.
Après la traversée, Bob Hitchcock et Keith Anderson réclament tous deux de l'argent. Si pour le premier, cela se règle rapidement, les deux Charles refusant, pour Keith, Charles Ulm ne lui propose qu'une somme dérisoire. Finalement, la question ira devant les tribunaux.

## Traversée de la mer de Tasman
Devant le succès de la traversée de l'océan Pacifique, Charles Kingsford Smith et Charles Ulm envisagent de rejoindre la Nouvelle-Zélande, et donc de traverser la mer de Tasman.
Après quelques déboires juridiques avec leur ancien associé Keith Anderson, ils s'embarquent pour cette traversée. Ils recrutent comme navigateur Harold Litchfield, navigateur australien du RMS Tahiti, qu'ils avaient rencontré avant leur traversée du Pacifique, et le néo-zélandais Tom McWilliams comme opérateur radio,. Ce dernier travaille pour l'Union Steamship Company.
Le 10 septembre 1928, le Southern Cross s'élance depuis Sydney pour un voyage de 2 010 km vers Wellington en Nouvelle-Zélande. Après environ 800 km l'avion se retrouve dans une tempête,. Encore une fois, les deux pilotes sont trempés mais cette fois, l'eau s'infiltre dans le fuselage et le système radio est en partie endommagé,. De plus, un éclair vient frapper l'arrière de l'avion et le transmetteur est endommagé, blessant et sonnant Tom McWilliams. L'avion est particulièrement secoué et le navigateur et l'opérateur radio n'ont pas des positions ou de chaises sécurisées à l'arrière de l'avion. De la glace commence même à se former sur les ailes et les équipements de vol. Charles Kingsford Smith vole à l'aveugle et l'avion commence à chuter, la glace alourdissant l'appareil. Charles Ulm, en tant que copilote, ne peut rien faire, si ce n'est croire en son pilote. Finalement, le Southern Cross émerge de la tempête et l'air chaud fait fondre la glace. Fort heureusement, la trajectoire est correcte et l'avion n'a que peu dévié de sa course. Il se pose finalement à Wellington devant une foule de 30 000 personnes. Ce vol est le premier vol international à atterrir en Nouvelle-Zélande, ajoutant ainsi un record à l'avion et à l'équipage.
Sur place, l'équipage reçoit un prix de 2 000 livres sterling du premier ministre néo-zélandais Gordon Coates. Ce prix n'est toutefois pas redistribué à Harold et Tom, Charles Ulm leur faisant signer, comme pour Harry Lyon et James Walker, un contrat les excluant de toute récompense en dehors de leur salaire pour le vol. Si en public, l'équipage fait bonne figure, en privé, les soirées arrosées se succèdent et des rumeurs, liées au charme féminin, circulent sur les deux pilotes australiens.
Finalement, après un mois sur place, l'équipage s'engage dans le vol retour,. Cette fois, pour faire la traversée de jour, ils partent de Blenheim. Malheureusement, un vent de face les affecte et ils mettent 23 heures pour rejoindre l'Australie, les réserves de carburant étant particulièrement faibles. L'aéroport de Sydney est couvert de brouillard et la nuit est tombée, ce qui rend l'atterrissage difficile. Ils sont néanmoins accueillis, vers minuit, par 30 000 personnes. Un autre record vient de tomber, le premier vol venant de Nouvelle-Zélande atterrissant en Australie.

## Début de l'Australian National Airways
De retour en Australie, Charles Ulm voit l'occasion, surtout qu'il a désormais les contacts, de former une compagnie aérienne avec Charles Kingsford Smith. C'est ainsi que l'Australian National Airways voit le jour le 12 décembre 1928,. Les deux Australiens n'investissent pas directement de l'argent, la compagnie étant financée par des hommes d'affaires de Sydney. Ils ne sont que salariés. À cette époque, trois compagnies se partagent le marché australien, la West Australian Airways de Norman Brearley, Qantas et Lascos. Elles dépendent toutes les trois des subsides du gouvernement australien tandis que l'Australian National Airways, qui vise le marché du transport des passagers, ne peut compter dessus selon Charles Ulm.
Le choix de l'avion se porte sur le Fokker F.VIIb/3m, à savoir le même modèle que le Southern Cross. Néanmoins, Fokker est une firme néerlandaise et pour des questions politiques, il est préférable d'acheter un avion construit dans l'Empire britannique. Heureusement, le constructeur britannique Avro a acheté la licence et quatre Avro 618 Ten sont commandés. Ils peuvent transporter, en plus des deux pilotes, huit passagers. La question qui se pose est de trouver des pilotes ayant de l'expérience sur des trimoteurs.
Charles Kingsford Smith propose alors à Charles Ulm de tenter de battre le record de Bert Hinkler, à savoir la traversée en avion Australie-Angleterre la plus rapide, et d'aller chercher les pilotes directement en Angleterre. Charles Ulm arrive à sécuriser encore une fois l'exclusivité avec le Sun de Sydney. Pour ce vol, les deux hommes réengagent Harold Litchfield et Tom McWilliams qui les avaient accompagnés sur la traversée de la mer de Tasman. Fortement occupés par la nouvelle compagnie aérienne, ils se lancent dans ce périple avec peu de préparation.

## Affaire Coffee Royal

### Atterrissage forcé

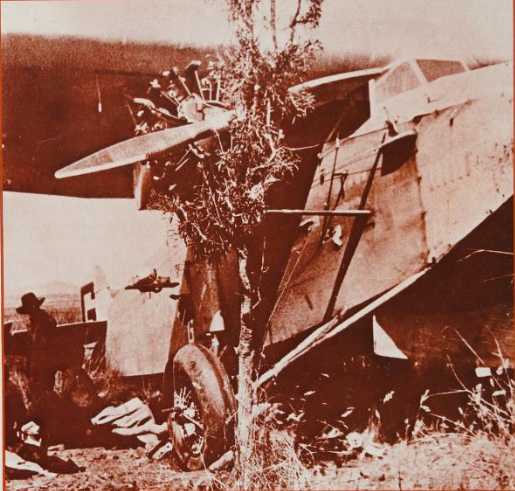
Le Southern Cross après son atterrissage forcé.

Le Southern Cross décolle le 30 mars 1929 de la base aérienne de Richmond vers Wyndham au nord de l'Australie. Après seulement quelques minutes de vol, Harold Litchfield ouvre une fenêtre pour obtenir une lecture de la dérive et il heurte le mécanisme de libération de l'antenne radio. Celle-ci se déroule rapidement sur toute sa longueur, se détache et passe par-dessus bord. Le Southern Cross n'est plus en mesure de recevoir des messages mais peut toujours en transmettre. L'avion ne fait pas demi-tour et continue sa route, Charles Kingsford Smith ne souhaitant pas vidanger par-dessus bord 3 000 litres de carburant pour atterrir sans danger.
Malheureusement, les conditions météorologiques se détériorent à Wyndham à la suite de pluies de mousson. Le Southern Cross ne peut être prévenu et s'engage dans les nuages, volant à l'aveugle. Charles Kingsford Smith descend et vole seulement à une quinzaine de mètres du sol pour repérer le relief. L'équipage ne possède pas de cartes topographiques assez précises pour se retrouver. Après plus de 25 heures de vol et presque à sec de carburant, il se pose dans un endroit dégagé, dans une vasière,. Sans le savoir, les quatre hommes sont à moins de 20 km de la mission presbytérienne Port George IV. Coupés du monde, dans un endroit sans eau potable et sans carburant, ils décident d'attendre les secours. Malheureusement, leur réserve en eau est maigre et Charles Ulm a oublié de stocker les rations de survie dans les ailes. Ils n'ont qu'une bouteille de brandy qu'ils mélangent à leur café et nomment leur lieu d'atterrissage « Coffee Royal ».

### Recherche

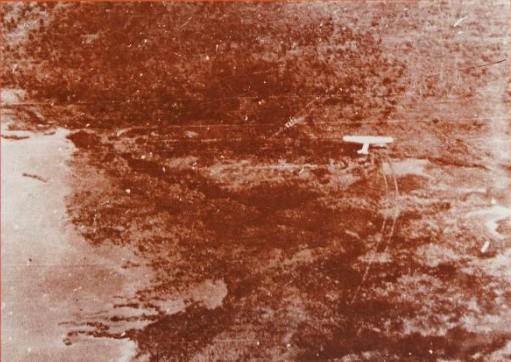
Le Southern Cross après son atterrissage forcé dans la vasière. Les traces de l'atterrissage sont bien visibles.

Attaqué par les moustiques, l'équipage tente de réparer la radio mais tout comme les rations, Charles Ulm a oublié de prendre les outils au départ. Ils arrivent néanmoins à la réparer et captent quelques signaux en morse. La radio est alimentée par un générateur éolien, ce dernier ne fonctionnant que lorsque l'avion est en vol. Ils arrivent à bricoler un système d'alimentation à base de courroies mais la force physique leur manque vite pour l'actionner. Ils décident d'allumer des feux pour que les secours puissent les repérer. Ils déterminent également leur position grâce au sextant et se repèrent sur leur carte. Leur transmetteur à ondes courtes peut se transformer en récepteur et même si Sydney leur transmet les démarches, Tom McWilliams ne tente pas la transformation.
Les recherches se mettent en place mais à l'époque, celle-ci n'est pas organisée. Il s'agit d'initiatives individuelles. La mission ne peut être contactée, celle-ci vivant coupée du monde. Au lieu de prévenir Wyndham et d'envoyer un coureur autochtone qui pourrait les atteindre en trois jours, il est décidé d'affréter un de Havilland DH.50. Ce dernier survole la mission mais ne peut intervenir, ne trouvant une piste correcte pour atterrir. La RAAF refuse de son côté d'intervenir indiquant qu'il sera impossible de localiser le Southern Cross depuis le ciel. Une expédition au sol est prévue mais il lui faudrait plusieurs jours pour atteindre l'équipage.

### Survie
L'équipage du Southern Cross manque rapidement de nourriture. Par contre, la pluie leur a amené de l'eau potable. Les quatre hommes se nourrissent d'insectes et d'escargots, la pêche leur demandant trop d'efforts et étant trop dangereuse vu la présence de crocodiles. Ils ressentent également le sevrage forcé de la nicotine, étant tous de grands fumeurs.
Les secours n'arrivent pas. Le camp est survolé par un avion, sans les repérer. Étant incapable de communiquer avec la radio, l'équipage ne peut qu'attendre. Finalement, un avion les repère et leur lance de la nourriture. Un DH.50, affrété par la West Australian Airways, se pose près d'eux, avec à son bord, un reporter travaillant pour le West Australian. Avant le départ, Charles Ulm a vendu l'exclusivité de leur voyage au Sun. Les deux Charles sont donc peu enclins à répondre aux questions. Un accord est finalement trouvé : le carnet de Charles est donné au journaliste et les propos seront publiés également dans le Sun. Le succès est au rendez-vous et l'affaire Coffee Royal est suivie avec avidité. 

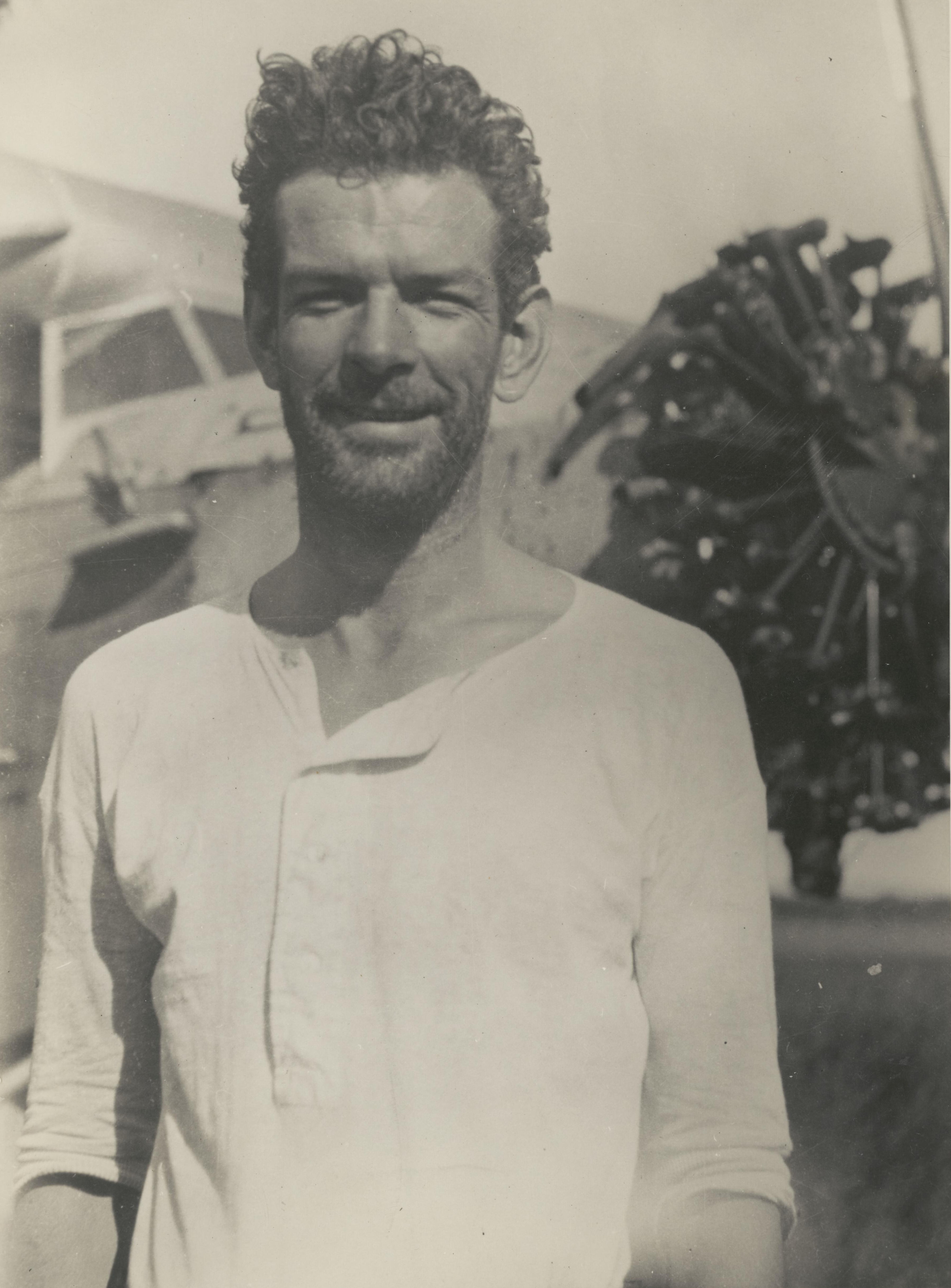
Charles Ulm lors de son sauvetage en avril 1929.

Après quelques jours pour récupérer et la visite d'un autre journaliste, Harold Litchfield et Tom McWilliams sont évacués par un autre avion tandis que les deux Charles décollent le 18 avril, soit 18 jours après leur atterrissage forcé,.
Cette aventure fait la une des journaux mais la réputation de Charles Kingsford Smith et Charles Ulm se dégrade fortement. Divers journalistes, dont le deuxième à être venu sur place, écrivent que cette histoire n'est qu'invention et que les deux pilotes ont orchestré cet atterrissage forcé pour se faire de la publicité. Malheureusement, l'ancien associé de Charles Kingsford Smith et Charles Ulm, Keith Anderson, s'était envolé avec le Kookaburra, un Westland Widgeon pour les secourir,. Avec lui se trouve le mécanicien Bob Hitchcock,. Ce vol de sauvetage se déroule mal,. Outre un vol de matériel qui mène à un dérèglement du compas, Bob Hitchcock possède une blessure à la jambe qui s'infecte. Keith Anderson décide alors de survoler directement le désert de Tanami et de ne pas le contourner. Une panne moteur les force à se poser et ils meurent tous deux de soif, étant incapables de redécoller,. Cet accident ne fait qu'aggraver la réputation de Charles Ulm et Charles Kingsford Smith, surtout que les médias connaissent la mésentente entre Keith Anderson et Charles Ulm.

### Commission d'enquête
En mai 1929, une enquête aérienne est mise en place. Charles Ulm et Charles Kingsford Smith sont entendus à propos de l'incident. La commission est composée de trois membres, Geoffrey Forrest Hughes, pilote émérite et président de l'aéroclub de Nouvelle-Galles du Sud, Cecil MacKay, homme d'affaires et président de l'aéroclub de Victoria et Lachlan Chisholm Wilson (en), militaire et avocat. Ce dernier préside l'assemblée. Les questions portent spécifiquement sur le manque de préparation et l'impression que les deux pilotes n'ont pas pris assez en compte les risques qu'ils encouraient. Charles Ulm se défend en invoquant qu'il est un pionnier et que les risques pris ne sont là que pour améliorer la future aviation civile, balbutiante à l'époque.
Le rapport d'enquête est publié en juin 1929. Charles Ulm est jugé responsable de l'oubli des rations et des outils et on reproche à Tom McWilliams de n'avoir pas converti le transmetteur en récepteur. Par contre, ni Charles Ulm ni Charles Kingsford ne sont jugés responsables d'une éventuelle fraude ou de volonté d'effectuer un coup publicitaire. La mort de Keith Anderson et Bob Hitchcock est jugée purement accidentelle,. On reproche par contre à Charles Ulm d'avoir exagéré dans son journal les évènements et sa crédibilité est entachée.

## Australian National Airways

### Succès
Après l'affaire Coffee Royal et avoir révisé le Southern Cross, Charles Ulm et Charles Kingsford Smith se rendent bien en Angleterre, battant le record de Bert Hinkler en effectuant près de 20 000 km en 12 jours et 18 heures,. Là-bas, ils recrutent deux pilotes expérimentés et membres de la Royal Air Force. Les deux Australiens souhaitent rentrer avec le Southern Cross, non pas en effectuant le même voyage qu'à l'aller mais en traversant l'océan Atlantique, les États-Unis et en reliant à nouveau Oakland. Ainsi, ils auraient effectué une circumnavigation. Ils auraient ensuite rejoint l'Australie par bateau. Le conseil d'administration de l'Australian National Airways refuse, trouvant la démarche trop dangereuse, alors qu'aucune ligne n'est encore ouverte. Pour finir, Charles Ulm rentre en bateau en Australie, tandis que Charles Kingsford tente la traversée de l'Atlantique,. Charles Ulm lui revend sa part du Southern Cross contre sa part dans l'Australian National Airways,.
De retour en Australie, Charles Ulm s'occupe de la compagnie et des préparatifs. Des hangars sont construits et les quatre Avro 618 Ten sont reçus, montés et testés en vol par Charles Kingsford Smith, revenu de son expédition. Ces avions sont baptisés Southern Cloud, Southern Star, Southern Sun et Southern Sky pour marquer le lien de parenté avec le Southern Cross et rappeler les succès des deux pilotes. D'autres pilotes australiens sont engagés et la compagnie est lancée. La plupart découvrent ce modèle d'appareil et sont lancés sans aucune expérience.
Le 1er janvier 1930, la ligne Sydney-Brisbane est officiellement lancée. Charles Kingsford Smith décolle avec le Southern Star de Sydney. De son côté, Charles Ulm est copilote car il ne possède pas encore sa licence de pilote et décolle de Brisbane avec le Southern Sky. Paddy Sheppard, peu expérimenté, est aux commandes. La météo est exécrable. Si Charles Kingsford arrive à se poser à Brisbane, l'avion de Charles Ulm doit se poser de force et les passagers terminent le voyage en train. Charles Kingsford Smith viendra récupérer l'avion et Paddy Sheppard démissionnera.
Finalement, la ligne Sydney - Brisbane est un succès. Le confort est relatif (les sièges des huit passagers ne sont pas fixés au sol) mais les clients sont là. Ainsi, dès mars 1930, 1 244 passagers ont été transportés,. Néanmoins, Charles Kingsford Smith commence à s'ennuyer et recommence à battre des records,. Mi-1931, il termine de préparer sa biographie, The Old Bus, écrite par un journaliste Geoffrey Rawson. Charles Ulm, qui ne la découvre que tardivement, est furieux,. Il est à peine remercié et son rôle de co-commandant durant tous les records du Southern Cross, est éludé,. Finalement, un accord est trouvé entre les deux hommes et il est remercié dans la version publiée,.

### Accident duSouthern Cloud

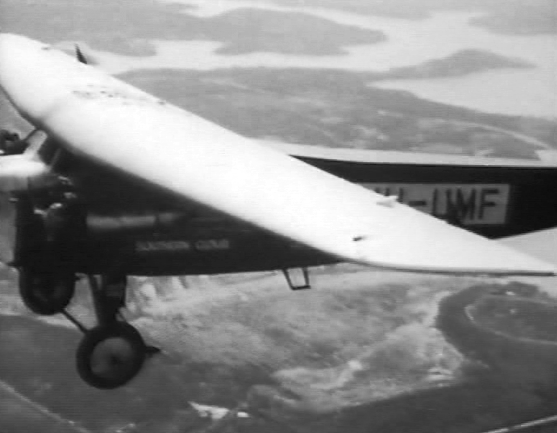
Southern Cloud en vol.

L'Australian National Airways continue de se développer, une nouvelle ligne vers Melbourne est ouverte et un cinquième avion, le Southern Moon, est ajouté à la flotte. Néanmoins, la météo sur la ligne est loin d'être bonne et les avions sont souvent détournés. La compagnie ne peut toutefois pas rivaliser avec les moyens mis en place, par exemple aux États-Unis. Charles Ulm tente bien d'obtenir des aides du gouvernement ou de pousser à l'amélioration des infrastructures mais cela ne mène pas à grand chose.
Le 21 mars 1931, une tempête s'abat sur l'Australie alors que deux des avions sont en vol, incapables d'être contactés comme ils ne possèdent pas d'équipement radio,. Si le Southern Moon se pose bien à Sydney, le Southern Cloud est porté disparu,. Les recherches se mettent rapidement en place mais après 18 jours sans nouvelle, elles s'arrêtent, considérant que les chances de survie sont impossibles. Les deux pilotes et les six passagers sont déclarés morts. Cet accident amène la commission d'enquête à rendre obligatoire la présence d'un opérateur radio à bord des avions ainsi qu'une radio pouvant émettre et recevoir des informations, ce que Charles Ulm exigeait depuis quelques mois. Le Southern Cloud ne sera découvert que 27 ans plus tard, en 1958, dans les Snowy Mountains,,.

### Déclin économique et transport de courriers
La perte du Southern Cloud combinée à la Grande Dépression (en) qui commence à toucher l'Australie provoquent un ralentissement des activités de la compagnie aérienne,. Jusque-là indépendante des aides gouvernementales, elle n'a pas d'autres choix que de se tourner vers le gouvernement. Ce dernier n'octroie rien et fin juin 1931, l'Australian National Airways s'arrête,. Charles Ulm informe les différents membres du personnel qu'ils sont licenciés. Il tente de relancer les activités en se tournant vers les transports de courriers. La compagnie possède des trimoteurs, ce qu'aucune autre compagnie australienne n'a. Elle peut donc voler par delà les mers. Il tente de s'associer avec Imperial Airways mais cela n'aboutit pas. 

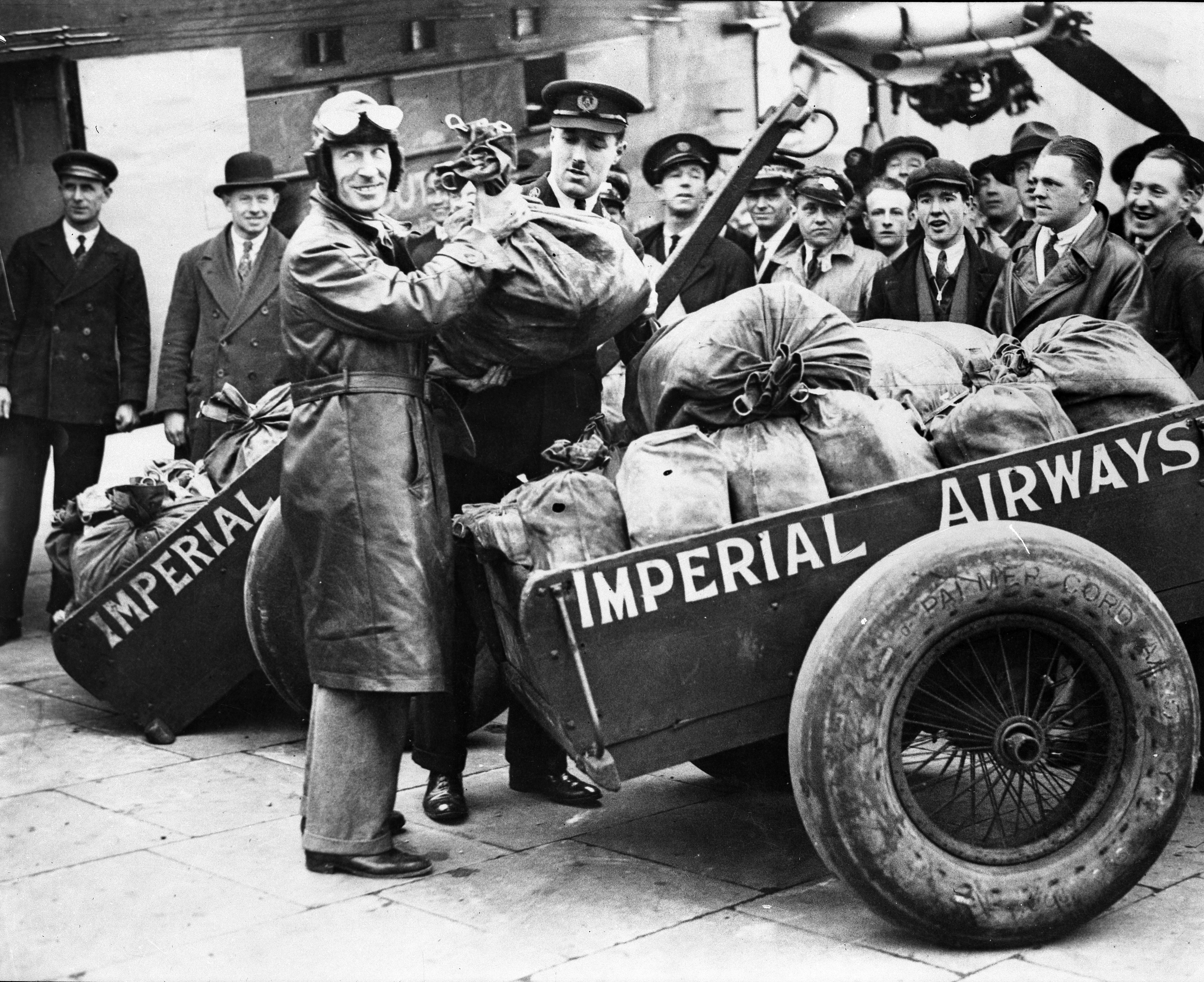
Charles Kingsford Smith devant le courrier amené d'Australie.

Il décide alors de tenter l'aventure sans partenariat avec une compagnie existante. Il réunit différents investisseurs, dont le constructeur d'avion Avro, et des compagnies pétrolières. Le Southern Sun décolle, chargé de 2 700 kg de courriers le 19 novembre 1931, mais se crashe, sans faire de victimes, dans une rizière,. Finalement, Charles Kingsford Smith décollera avec le Southern Star, récupérera le courrier et arrivera à Londres le 16 décembre. Il s'agit de la première fois qu'un avion australien amène du courrier vers l'Angleterre. Après quelques mésaventures sur place, le vol retour se passe sans problème et du courrier est acheminé d'Angleterre vers l'Australie. La compagnie vient d'entreprendre le plus long vol commercial jamais tenté.
Charles Ulm retente alors, sur base de cette réussite, d'obtenir des aides gouvernementales. Un partenariat semble même envisagé entre les trois grandes compagnies aériennes australiennes, l'Australian National Airways, la West Australian Airways et Qantas, sauf que Qantas prépare, de son côté un partenariat avec l'Imperial Airways. Charles Ulm est vu comme un manipulateur, un bluffeur et une personne non fiable.

### Fin de la compagnie
Finalement, il est décidé le 24 février 1933 d'arrêter les frais,. La compagnie est dissoute. Elle reviendra en 1936, devenant une compagnie florissante, mais sans Charles Ulm. Ce dernier profite de la faillite pour racheter le Southern Moon à un prix réduit,,.

## Faith in Australia
Devant le potentiel rapprochement entre l'Imperial Airways et Qantas, Charles Ulm décide de tenter un coup publicitaire, un tour du monde en avion. Il veut prouver que l'Australie peut opérer elle-même des vols au-dessus des mers et océans, sans l'aide d'une compagnie britannique. Le trajet prévu est de remonter de l'Australie vers la Malaisie, l'Inde, le Moyen-Orient, la Méditerranée et puis l'Angleterre. Ensuite, il traverserait l'océan Atlantique et les États-Unis. De la Californie, il retenterait une traversée de l'océan Pacifique.

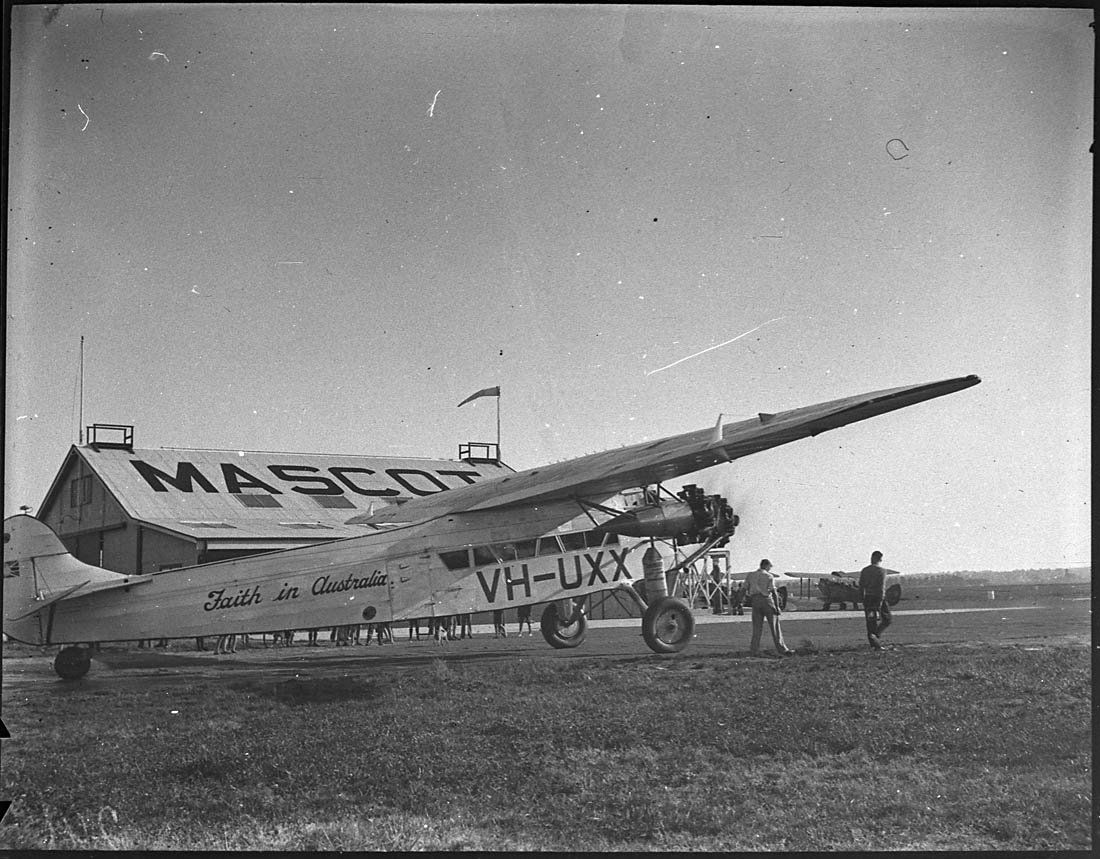
Le Faith in Australia à Sydney le 2 décembre 1934.

Charles Ulm vend son périple, et notamment son avion, comme purement australiens alors qu'il s'agit du Southern Moon, avion fabriqué en Angleterre sous licence néerlandaise. Il est toutefois amélioré par Lawrence Wackett (en) pour franchir de grandes distances et est rebaptisé Faith in Australia,,.
Charles Kingsford Smith n'étant pas disponible, Charles Ulm sera donc le commandant. Il engage Scotty Allan comme pilote et Bill Taylor comme opérateur radio.

### Australie - Angleterre
Le Faith in Australia, qui possède un extrados de couleur orange pour facilement repérer l'avion en cas d'atterrissage forcé sur demande de Charles Ulm, décolle le 21 juin 1933 depuis Forbes, dans le centre de la Nouvelle-Galles du Sud,,. Le vol se déroule bien jusqu'à ce que les trois moteurs se coupent brusquement. Les réservoirs des ailes, qui fournissent le carburant par gravité, sont vides et les moteurs ne sont plus alimentés. Le carburant stocké dans l'avion est pompé vers les ailes sauf qu'après quelques minutes, de nouveau, les moteurs s'arrêtent. Une fuite de carburant oblige l'équipage à se relayer et à pomper en permanence, l'habitacle arrière de l'avion se remplissant de l'odeur du carburant. Le Faith in Australia arrive finalement à Derby et Charles Ulm le pose sans encombre.
La suite du voyage se déroule sans problème, l'équipage faisant escale à Singapour, Alor Setar, Rangoun et Calcutta. Ils doivent normalement atteindre le Caire mais durant le survol de l'Iran, ils sont pris dans un courant d'air chaud et les moteurs surchauffent, l'avion étant en plus surchargé. Ils doivent se poser en catastrophe, un moteur à l'arrêt, à Djask, en Perse. Après quatre jours de réparation, dont notamment la réfection d'un cylindre d'un des moteurs, ils peuvent repartir. Les autorités découvrent cependant un fusil de chasse caché dans le cockpit et ne souhaitent pas les laisser partir. Prétextant un exercice, ils décollent sans autorisation et rallient Basra puis Alep. Ils continuent vers Athènes et Rome.
Durant le survol de la France, un des moteurs commence à faire du bruit et ils se posent alors à Orange. Un spécialiste des moteurs Wright est alors dépêché d'Angleterre et répare le moteur. Il décolle vers Heston le 9 juillet. Ils sont accueillis chaleureusement à leur arrivée,.
Ils continuent vers Portmarnock en Irlande pour tenter la traversée depuis la plage. Malheureusement, la roue tribord de l'avion lâche sous le poids du carburant et le Faith in Australia se retrouve déstabilisé sur son flanc. L'aile est endommagée et du carburant se répand. Il est impossible de bouger l'avion et la marée commence à monter,. Il est finalement décidé d'abandonner l'avion, les moteurs étant protégés par une bâche et l'avion attaché au sol.

### Retour en Australie
La marée endommage considérablement l'appareil,. Il est envoyé dans les usines d'Avro pour réparation. Charles Ulm, ruiné, peut toutefois compter miraculeusement sur le soutien financier de Lord Wakefield (en) pour les réparations,. Celui-ci suit les exploits de Charles depuis le début et est le fondateur de la société d'huile Castrol. Si l'idée reste de traverser l'océan Atlantique, l'hiver approche et Charles est attendu en Australie. Il est donc décidé de revenir, en tentant de battre le record de retour en temps. L'équipage décolle le 12 octobre et arrive en Australie six jours plus tard, battant le record détenu par Charles Kingsford Smith,.

### Mer de Tasman

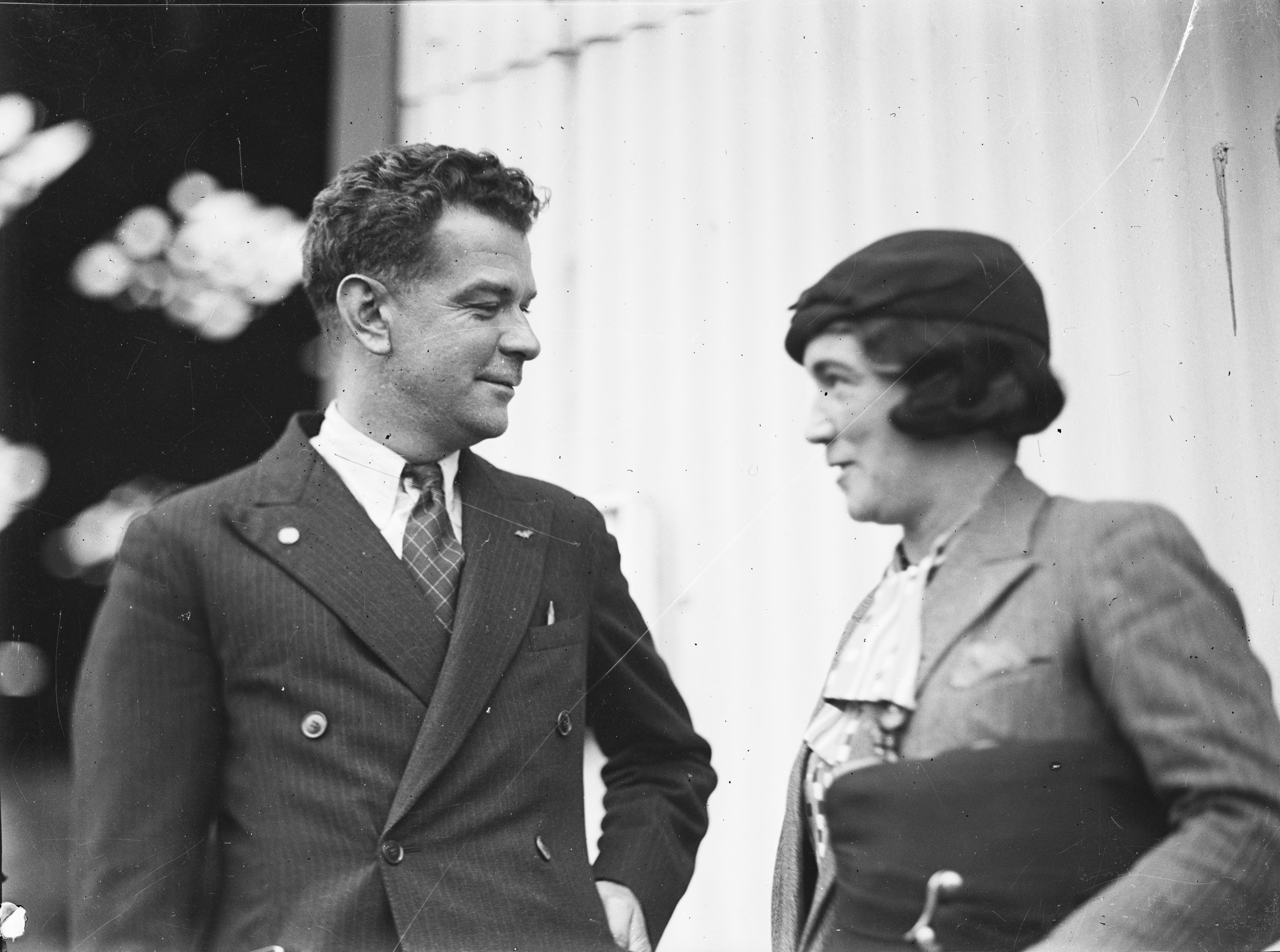
Charles Ulm et sa femme, Mary Josephine Callaghan, en 1934.

Afin de continuer à faire de la publicité, Charles décide de traverser à nouveau la mer de Tasman. Scotty Allan est à nouveau aux commandes tandis que l'ingénieur Bob Boulton est engagé. Jo Ulm, femme de Charles et Ellen Rogers, secrétaire de l'Australian National Airways seront de la partie, devenant ainsi les premières femmes à voler de l'Australie vers la Nouvelle-Zélande,. Charles et les deux femmes reviennent ensuite en Australie à bord du SS Makura, laissant le Faith in Australia aux mains de Scotty et Bob.

### Transport de courriers
Le transport de courriers semble être une source viable de revenus pour une compagnie, surtout que le gouvernement australien semble enfin s'y intéresser en ouvrant un appel d'offres. Charles Ulm recrée une compagnie, Commonwealth Airways. Finalement, le contrat est gagné par Qantas Empire Airways, un conglomérat entre Qantas et Imperial Airways. L'affaire Coffee Royal, ainsi que la perte du Southern Cloud ne laissaient que peu de chance à Charles Ulm et sa compagnie.
De son côté, il rejoint de nombreuses fois la Nouvelle-Zélande avec le Faith in Australia, transportant de grandes quantités de courriers. On le convie à réaliser la première liaison aérienne pour le transport de courrier avec la Nouvelle-Guinée,. Si cela fonctionne, les revenus sont marginaux et Charles Ulm souhaite réellement relancer le transport de passagers. Le gouvernement australien, ne voulant pas concurrencer le réseau ferroviaire, n'octroie aucun subside pour les lignes aériennes mais la demande commence à s'installer.

## Disparition

### Great Pacific Airways
L'aviation se développe très rapidement et les avions sont de plus en plus performants. Charles, souhaitant acquérir un Lockheed L-9 Orion, s'entretient avec Ernest Fisk, un entrepreneur qu'il avait rencontré pendant l'aventure Australian National Airways. Avec ce dernier, il fonde en 1934 la Great Pacific Airways, un holding qui a pour but de créer de nombreuses succursales,. Charles en est le directeur général, Fisk le président et un troisième associé, Edward Ludowici, en est le secrétaire. L'investissement de 500 000 dollars est conséquent pour l'époque.
L'idée d'une liaison transpacifique de Sydney à Honolulu, d'où les passagers pourraient embarquer par bateau vers Vancouver, San Francisco ou Los Angeles, est lancée.
Charles pense immédiatement au Douglas DC-2 mais il est de fabrication américaine, ce qui est loin d'être évident, l'Australie privilégiant les appareils britanniques. Il prévoit durant de nombreuses semaines les préparatifs et estime les coûts potentiels, bien qu'étant bien trop optimiste.

### Préparation du vol Vancouver-Melbourne
Charles veut tenter un vol Vancouver-Sydney, en passant par San Francisco, Honolulu, Tabuaeran, Suva, Auckland et Sydney. Pour cela, il achète un Airspeed Envoy, et doit, pour le financer, hypothéquer et sa maison et son assurance-vie.
Pour le vol, Charles Kingsford Smith est indisponible, préparant sa traversée du Pacifique d'ouest en est avec le Lady Southern Cross. Scotty Allan travaille de son côté pour Qantas Empire Airways et Bill Taylor est membre de l'équipage de Charles Kingsford Smith. Finalement, le pilote sera George Littlejohn, l'instructeur en chef de l'aéroclub de Nouvelle-Galles du Sud et Leon Skilling, opérateur radio du RMS Otranto (en). Charles avait fait sa connaissance lors d'une traversée en 1929.

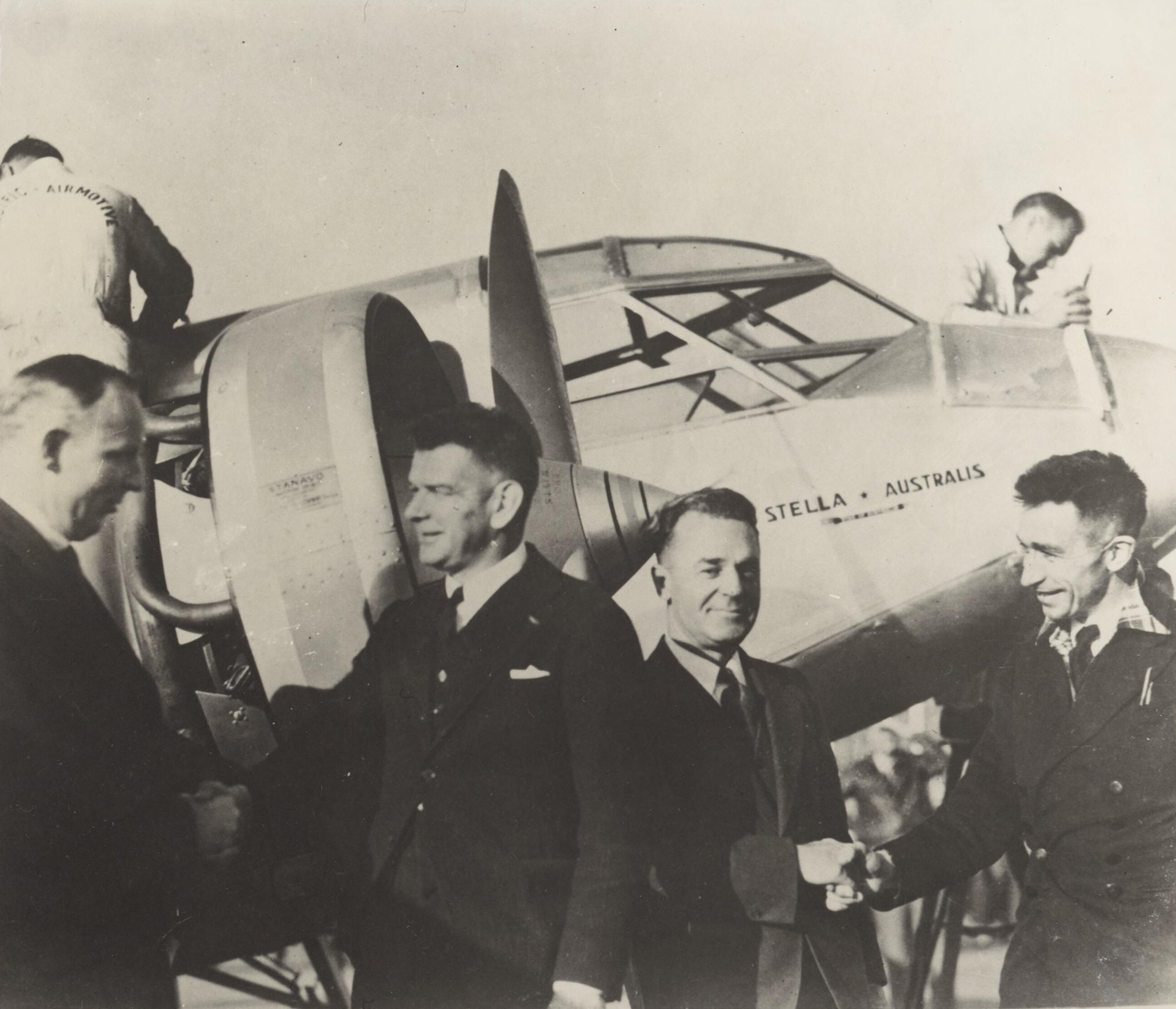
Charles Ulm et Leon Skilling salués avant leur départ à bord du Stella Australis (en arrière-plan) le 3 décembre 1934.

Début septembre 1934, Charles voyage en Angleterre pour récupérer son avion. L'Airspeed Envoy possède deux moteurs et peut transporter six passagers. Il fait enlever les sièges à l'arrière et monter un réservoir supplémentaire. Ses manières brusques et assez téméraires surprennent à l'usine de Portsmouth. Baptisé Stella Australis, l'avion est équipé des dernières aides à la navigation et d'un système de télécommunication dernier cri. Néanmoins, vu les demandes imposées par Charles au niveau des réservoirs, l'opérateur radio ne peut communiquer directement avec le poste de pilotage. Il ne peut être entendu que via un tube acoustique, ce qui est loin d'être pratique dans un environnement bruyant comme un avion.
L'avion est envoyé par bateau à Toronto et emmené jusque Vancouver. De là, l'équipage vole jusque San Francisco.

### Départ et disparition en mer

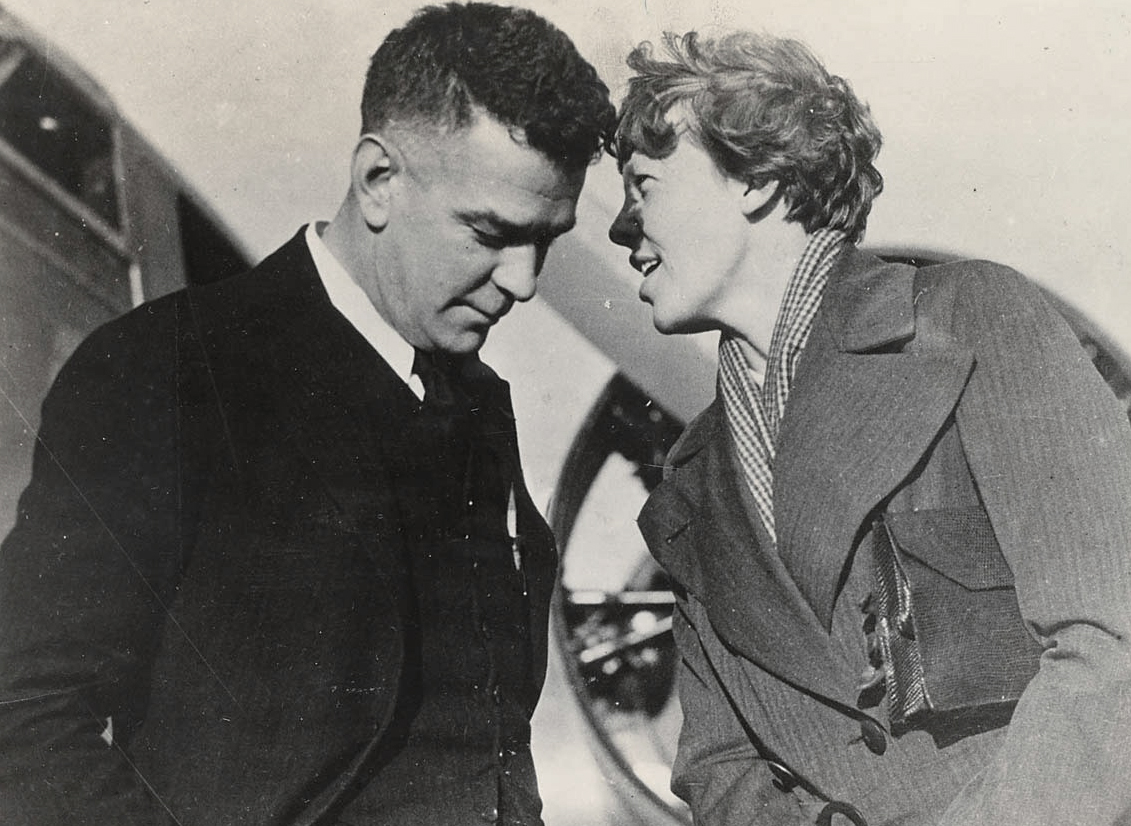
Charles Ulm et Amelia Earhart peu avant le décollage du Stella Australis en 1934 à Oakland.

Le 3 décembre 1934, à 15 h 41, le Stella Australis s'élance vers Honolulu devant une foule et notamment la célèbre aviatrice Amelia Earhart,,,. Tout se déroule parfaitement et Leon Skilling entre en contact avec le SS Lurline (en) ainsi qu'avec le SS President Coolidge lors de la traversée. Contrairement aux vols précédents de Charles, aucune exclusivité n'a été établie avec un journal et les communications sont extrêmement succinctes. Elles ne concernent que les données du vol et des demandes de bulletins météorologiques.
À 5 h 40, soit après un peu moins de 14 heures de vol, le Stella Australis émet un message indiquant que la météo est mauvaise et demande un bulletin plus précis. Les gardes côtes, à bord du USCGC Itasca (en), répondent, de même que la station au sol de Wheeler Field. À 6 h 40, un message d'urgence est émis et l'équipage demande que la balise de navigation soit activée, l'avion étant presque à court de carburant. La balise est néanmoins active depuis minuit, ce qui signifie que le Stella Australis a fortement dévié de sa trajectoire ou que l'opérateur radio a fait une erreur. À 7 h 24, un nouveau message est reçu demandant un cap. L'USCGC Itasca n'y arrive pas, le Stella Australis ne pouvant maintenir une transmission continue.
Finalement, à 8 h 40, Charles Ulm envoie un SOS, indiquant qu'ils sont au sud d'Honolulu et qu'ils reviennent vers l'île,. À 9 h 21 est émis le dernier message du Stella Australis :
« WE ARE TURNING INTO THE WIND COME AND PICK US UP SOS SOS SOS »
« Nous tournons dans le vent, venez nous chercher, SOS SOS SOS. »

### Recherche
Immédiatement après le message, les recherches sont lancées,. L'US Navy y envoie au total 32 avions et 23 navires. La zone à couvrir est cependant immense, les discussions avec Charles Ulm se contredisant. Un message indique que l'avion vient de passer le SS President Coolidge, situé à 800 km de l'île d'Honolu et un autre qu'ils avaient dépassé l'île. Devant la taille de la zone, plus de 400 km dans chaque direction, des navires japonais viennent prêter main-forte.
Le Stella Australis n'est pas retrouvé, et il est finalement estimé que l'avion s'est perdu, déviant de sa trajectoire, et s'est abimé en mer, ayant atteint sa limite de carburant,. Charles Ulm et son équipage sont déclarés morts,.
Il est fort probable que la difficulté de communication entre le poste de pilotage et l'opérateur radio ait joué un rôle dans la tragédie. De même, George Littlejohn, bien que bon pilote, n'avait pas l'expérience de longue traversée et n'avait jamais eu à tenir un cap aussi précis durant aussi longtemps.

## Hommages
La mort de Charles Ulm et de son équipage est vivement relayée en Australie. Charles Kingsford Smith ne manque pas de rappeler son amitié de longue date et décrit ce dernier comme un bon navigateur et pilote.
Si Charles Kingsford Smith est adoubé après le vol de 1928, ce n'est pas le cas de Charles Ulm,. En novembre 1934, le premier ministre Joseph Lyons accepte finalement de le recommander et Charles, qui ne le sait pas, doit recevoir le titre de chevalier à la fin de son vol,.
En 1978, il est sur un timbre postal émis par Australia Post représentant Ulm et le Southern Cross.
En novembre 2008, Qantas annonce qu'elle va donner à l'un de ses Airbus A380 le nom de Charles Ulm en reconnaissance de sa contribution à l'industrie aéronautique. Cet A380 (immatriculation : VH-OQG) est entré en service le 3 novembre 2010.
En 2019, l'aéroport Kingsford-Smith de Sydney annonce que ses deux bâtiments de bureaux d'entreprise seront renommés dans le cadre des célébrations du centenaire de l'aéroport. L'ancien Customs House est rebaptisé Charles Ulm Building.
Les notes de Charles Ulm, prises durant son vol au-dessus du Pacifique, ainsi que des nombreuses photos, sont conservées à la bibliothèque nationale d'Australie,.

## Vie privée
En 1919, Charles Ulm rencontre Isabel Winter et l'épouse le 20 novembre 1919,,. En 1921 nait son unique fils, John,. Le mariage n'est pas heureux et le couple divorce en 1926.
Alors en pleine difficulté financière, il rencontre Mary Josephine Callaghan, une institutrice,. Ils se marient le 29 juin 1927,, juste après le tour d'Australie avec Charles Kingsford Smith. Pour financer son dernier vol au destin tragique, Charles Ulm a hypothéqué la maison familiale ainsi que son assurance-vie. Heureusement, le premier ministre Joseph Lyons et son cabinet interviennent et payent l'assurance-vie.

## Culture populaire
- Dans le film australien Smithy de 1946 réalisé par Ken G. Hall, qui retrace la vie de Charles Kingsford Smith et la première traversée en avion du Pacifique, Charles Ulm est interprété à l'écran par l'acteur australien John Tate[70],[71].
- Dans la série australienne A Thousand Skies (en), qui retrace la vie de Charles Kingsford Smith, Charles Ulm est interprété par l'acteur australien Andrew Clarke[72].